# Perú en los Juegos Bolivarianos de 2017
Perú fue uno de los países que participaron en los Juegos Bolivarianos de 2017 en la ciudad de Santa Marta, Colombia. La delegación peruana estuvo compuesta por 514 deportistas que compitieron en 43 disciplinas deportivas. El abanderado en la ceremonia de apertura fue el remero Eduardo Linares. Perú obtuvo 154 medallas (32 de oro, 53 de plata y 69 de bronce).

## Medallistas
| Medalla           | Atletas | Deporte            | Evento                           | Fecha           |
| ----------------- | --- | ------------------ | -------------------------------- | --------------- |
| Medalla de oro    | Javier McFarlane | Atletismo          | 110 metros vallas                | 21 de noviembre |
| Medalla de oro    | Zulema Arena | Atletismo          | 3000 metros obstáculos           | 24 de noviembre |
| Medalla de oro    | Inés Melchor | Atletismo          | 10000 metros planos              | 21 de noviembre |
| Medalla de oro    | Luis Ostos | Atletismo          | 10000 metros planos              | 22 de noviembre |
| Medalla de oro    | Gladys Tejeda | Atletismo          | Maratón                          | 25 de noviembre |
| Medalla de oro    | Dánica Nishimura Daniela Macías | Bádminton          | Dobles femenino                  | 18 de noviembre |
| Medalla de oro    | Mario Cuba Daniela Macías | Bádminton          | Dobles mixto                     | 18 de noviembre |
| Medalla de oro    | Daniela Macías | Bádminton          | Singles                          | 18 de noviembre |
| Medalla de oro    | María De Osma | Esquí acuático     | Saltos                           | 15 de noviembre |
| Medalla de oro    | María De Osma | Esquí acuático     | Saltos                           | 14 de noviembre |
| Medalla de oro    | Thalía Gamarra | Judo               | 48-52 kg                         | 13 de noviembre |
| Medalla de oro    | Juan Postigos | Judo               | 60-66 kg                         | 13 de noviembre |
| Medalla de oro    | Humberto Wong | Judo               | 66-73 kg                         | 13 de noviembre |
| Medalla de oro    | Thalía Mallqui | Lucha              | 48 kg libre                      | 13 de noviembre |
| Medalla de oro    | Diana Cruz | Lucha              | 69 kg libre                      | 14 de noviembre |
| Medalla de oro    | Andrea Hurtado | Natación           | 200 metros espalda               | 21 de noviembre |
| Medalla de oro    | Jessica Cattaneo | Natación           | 200 metros libre                 | 22 de noviembre |
| Medalla de oro    | McKenna De Bever | Natación           | 200 metros combinado individual  | 23 de noviembre |
| Medalla de oro    | Azra Avdic | Natación           | 400 metros combinado individual  | 21 de noviembre |
| Medalla de oro    | Azra Avdic Samantha Bello Jessica Cattaneo McKenna De Bever | Natación           | Relevos 4x200 metros             | 21 de noviembre |
| Medalla de oro    | Ángel Battons Gonzalo Del Solar Eduardo Linares Álvaro Torres | Remo               | 4X M                             | 14 de noviembre |
| Medalla de oro    | Diego Elías Alonso Escudero | Squash             | Dobles                           | 14 de noviembre |
| Medalla de oro    | Backer Barreto | Taekwondo          | 54 kg                            | 21 de noviembre |
| Medalla de oro    | Luis Oblitas | Taekwondo          | 58 kg                            | 21 de noviembre |
| Medalla de oro    | Marcela Castillo | Taekwondo          | Poomsae                          | 21 de noviembre |
| Medalla de oro    | Marko Carrillo | Tiro               | 50 metros pistola individual     | 13 de noviembre |
| Medalla de oro    | Daniel Vizcarra | Tiro               | 50 metros rifle individual       | 14 de noviembre |
| Medalla de oro    | Guido Farfán Miguel Mejía Daniel Vizcarra | Tiro               | 50 metros rifle tendido equipos  | 17 de noviembre |
| Medalla de oro    | Asier Cillóniz Alessandro de Souza Nicolás Pacheco | Tiro               | Fosa doble equipos               | 14 de noviembre |
| Medalla de oro    | Nicolás Pacheco | Tiro               | Fosa doble individual            | 14 de noviembre |
| Medalla de oro    | Stefano Peschiera | Vela               | Laser standard                   | 21 de noviembre |
| Medalla de oro    | Adriana Barrón | Vela               | Sunfish                          | 21 de noviembre |
| Medalla de plata  | Luz Rojas | Atletismo          | 10000 metros planos              | 21 de noviembre |
| Medalla de plata  | Kimberly García | Atletismo          | 20 km Marcha                     | 22 de noviembre |
| Medalla de plata  | Arturo Chávez | Atletismo          | Salto de altura                  | 23 de noviembre |
| Medalla de plata  | Jorge McFarlane | Atletismo          | Salto largo                      | 24 de noviembre |
| Medalla de plata  | Mirian Reyes | Atletismo          | Salto triple                     | 21 de noviembre |
| Medalla de plata  | Diego Cuadros Mario Cuba | Bádminton          | Dobles masculino                 | 18 de noviembre |
| Medalla de plata  | Daniel La Torre | Bádminton          | Singles                          | 18 de noviembre |
| Medalla de plata  | Inés Castillo Diego Cuadros Mario Cuba José Guevara Daniel La Torre Paula La Torre Daniela Macías Dánica Nishimura                                                                                           | Bádminton          | Equipos mixto                    | 16 de noviembre |
| Medalla de plata  | Isaac Herrera | Boxeo              | 49 kg                            | 17 de noviembre |
| Medalla de plata  | Fiorela Goicochea | Boxeo              | 51 kg                            | 17 de noviembre |
| Medalla de plata  | Alejandro Paz | Ciclismo           | Ciclismo de montaña              | 13 de noviembre |
| Medalla de plata  | Felipe Belmont | Esquí acuático     | Figuras                          | 15 de noviembre |
| Medalla de plata  | María De Osma | Esquí acuático     | Overall                          | 14 de noviembre |
| Medalla de plata  | Andrea Cavero | Esquí acuático     | Saltos                           | 15 de noviembre |
| Medalla de plata  | Daniel Agüero | Gimnasia artística | Salto al caballete               | 14 de noviembre |
| Medalla de plata  | Venere Horna | Gimnasia artística | Viga de equilibrio               | 14 de noviembre |
| Medalla de plata  | Tessy Sandi | Halterofilia       | Arranque 53 kg                   | 19 de noviembre |
| Medalla de plata  | Marcos Rojas | Halterofilia       | Arranque 56 kg                   | 18 de noviembre |
| Medalla de plata  | Marcos Rojas | Halterofilia       | Envión 56 kg                     | 18 de noviembre |
| Medalla de plata  | Marcos Rojas | Halterofilia       | Total olímpico 56 kg             | 18 de noviembre |
| Medalla de plata  | Óscar Terrones | Halterofilia       | Arranque 69 kg                   | 19 de noviembre |
| Medalla de plata  | Hernán Viera | Halterofilia       | Envión 105 kg                    | 22 de noviembre |
| Medalla de plata  | Lesly Cano | Judo               | 44-48 kg                         | 14 de noviembre |
| Medalla de plata  | Alexandra Grande | Karate             | 61 kg                            | 21 de noviembre |
| Medalla de plata  | Milagros Alfaro | Karate             | 68 kg                            | 22 de noviembre |
| Medalla de plata  | Ingrid Aranda | Karate             | Katas                            | 21 de noviembre |
| Medalla de plata  | Mariano Wong | Karate             | Katas                            | 21 de noviembre |
| Medalla de plata  | María Bramont | Natación           | Aguas abiertas                   | 18 de noviembre |
| Medalla de plata  | Azra Avdic | Natación           | 200 metros mariposa              | 22 de noviembre |
| Medalla de plata  | Paula Tamashiro | Natación           | 200 metros pecho                 | 20 de noviembre |
| Medalla de plata  | Renzo León | Remo               | 1X LM Skiff                      | 14 de noviembre |
| Medalla de plata  | Camila Valle María Brigneti Pamela Noya Shantall Zegarra | Remo               | 4X LW                            | 15 de noviembre |
| Medalla de plata  | Alexandra Castro Arantza Fernández Pamela Noya Shantall Zegarra | Remo               | 4X W                             | 13 de noviembre |
| Medalla de plata  | Diego Elías | Squash             | Individual                       | 14 de noviembre |
| Medalla de plata  | Andrés Duanny Diego Elías Alonso Escudero Álvaro García | Squash             | Equipos                          | 17 de noviembre |
| Medalla de plata  | Julissa Diez Canseco | Taekwondo          | 46-49 kg                         | 21 de noviembre |
| Medalla de plata  | Braulio León | Taekwondo          | 58-63 kg                         | 22 de noviembre |
| Medalla de plata  | Alexander Ortiz | Taekwondo          | 63-68 kg                         | 22 de noviembre |
| Medalla de plata  | Hugo Del Castillo | Taekwondo          | Poomsae                          | 21 de noviembre |
| Medalla de plata  | Anastasia Iamachkine Dominique Schaefer | Tenis              | Dobles                           | 18 de noviembre |
| Medalla de plata  | Andree Blas Ángela Mori | Tenis de mesa      | Dobles mixtos                    | 23 de noviembre |
| Medalla de plata  | Diego Rodríguez | Tenis de mesa      | Individual                       | 24 de noviembre |
| Medalla de plata  | Marko Carrillo | Tiro               | 25 metros tiro rápido            | 16 de noviembre |
| Medalla de plata  | Sara Vizcarra | Tiro               | 50 metros Rifle individual       | 16 de noviembre |
| Medalla de plata  | Guido Farfán Miguel Mejía Daniel Vizcarra | Tiro               | 50 metros Rifle equipos          | 14 de noviembre |
| Medalla de plata  | Asier Cillóniz | Tiro               | Fosa individual                  | 13 de noviembre |
| Medalla de plata  | Asier Cillóniz Alessandro de Souza Alberto Di Laura | Tiro               | Fosa equipos                     | 13 de noviembre |
| Medalla de plata  | Nicolás Giha Nicolás Pacheco Khalid Qahhat | Tiro               | Skeet equipos                    | 17 de noviembre |
| Medalla de plata  | Daniella Borda | Tiro               | Skeet individual                 | 16 de noviembre |
| Medalla de plata  | Nicolás Giha | Tiro               | Skeet individual                 | 17 de noviembre |
| Medalla de plata  | Paloma Schmidt | Vela               | Laser radial                     | 24 de noviembre |
| Medalla de plata  | Jean Paul De Trazegnies | Vela               | Sunfish                          | 24 de noviembre |
| Medalla de plata  | Shiamara Almeida Diana De La Peña Maguilaura Frías Maricarmen Guerrero Ángela Leyva Leslie Leyva Alexandra Machado Diana Magallanes Kiara Montes Katherine Regalado Valeria Takeda Andrea Urrutia            | Voleibol           | Torneo femenino                  | 16 de noviembre |
| Medalla de bronce | Zulema Arena | Atletismo          | 1500 metros planos               | 21 de noviembre |
| Medalla de bronce | Saida Meneses | Atletismo          | 5000 metros planos               | 23 de noviembre |
| Medalla de bronce | José Rojas | Atletismo          | 5000 metros planos               | 24 de noviembre |
| Medalla de bronce | Paola Mautino | Atletismo          | Salto largo                      | 23 de noviembre |
| Medalla de bronce | Inés Castillo Paula La Torre | Bádminton          | Dobles femenino                  | 18 de noviembre |
| Medalla de bronce | Daniel La Torre Dánica Nishimura | Bádminton          | Dobles mixto                     | 18 de noviembre |
| Medalla de bronce | Paula La Torre | Bádminton          | Singles                          | 18 de noviembre |
| Medalla de bronce | José Guevara | Bádminton          | Singles                          | 18 de noviembre |
| Medalla de bronce | Diego Alache Gonzalo Bernabe César Campos Roberto Carpio Miro Ceccarelli Franco Duarte Rodrigo Matos Matias Quirós Derek Rivero César Vásquez Juan Pablo Venegas César Villalobos                            | Baloncesto         | Torneo masculino                 | 17 de noviembre |
| Medalla de bronce | Diego Tananta | Boxeo              | 52 kg                            | 17 de noviembre |
| Medalla de bronce | Evelyn Tolentino | Boxeo              | 75 kg                            | 17 de noviembre |
| Medalla de bronce | Luis Muñóz | Boxeo              | +91 kg                           | 17 de noviembre |
| Medalla de bronce | Margoth Batievsky Juan Bautista Monika Von Wedemeyer | Equitación         | FEI Young Riders Equipos         | 19 de noviembre |
| Medalla de bronce | Andrea Cavero | Esquí acuático     | Slalom                           | 14 de noviembre |
| Medalla de bronce | Mario Mustafa | Esquí acuático     | Slalom                           | 14 de noviembre |
| Medalla de bronce | Jorge Aguilar Ángel Angulo Hugo Barrantes Juan Castro Jesús Herrera Martín Herrera Sebastián Obando Jorge Pacheco Jairo Tasayco Xavier Tavera Julio Tizón Junior Ulloa                                       | Futsal             | Torneo masculino                 | 25 de noviembre |
| Medalla de bronce | Katherine Aguirre Salma Cruzado Venere Horna Ana Méndez María Pérez | Gimnasia artística | Equipos                          | 12 de noviembre |
| Medalla de bronce | Fiorella Cueva | Halterofilia       | Envión 48 kg                     | 18 de noviembre |
| Medalla de bronce | Tessy Sandi | Halterofilia       | Envión 53 kg                     | 19 de noviembre |
| Medalla de bronce | Tessy Sandi | Halterofilia       | Total olímpico 53 kg             | 19 de noviembre |
| Medalla de bronce | Angie Cárdenas | Halterofilia       | Envión 63 kg                     | 20 de noviembre |
| Medalla de bronce | Eldi Paredes | Halterofilia       | Total olímpico 63 kg             | 20 de noviembre |
| Medalla de bronce | Óscar Terrones | Halterofilia       | Total olímpico 69 kg             | 19 de noviembre |
| Medalla de bronce | Hernán Viera | Halterofilia       | Arranque 105 kg                  | 22 de noviembre |
| Medalla de bronce | Hernán Viera | Halterofilia       | Total olímpico 105 kg            | 22 de noviembre |
| Medalla de bronce | Alexander Ramírez | Judo               | 55 kg                            | 14 de noviembre |
| Medalla de bronce | Dilmer Morocho | Judo               | 55-60 kg                         | 14 de noviembre |
| Medalla de bronce | Camila Figueroa | Judo               | 63-70 kg                         | 12 de noviembre |
| Medalla de bronce | Luis Ángeles | Judo               | 73-81 kg                         | 13 de noviembre |
| Medalla de bronce | Frank Alvarado | Judo               | 90-100 kg                        | 12 de noviembre |
| Medalla de bronce | Luis Ángeles Frank Alvarado José Arroyo Jesús Mendoza Juan Postigos Humberto Wong | Judo               | Equipos                          | 15 de noviembre |
| Medalla de bronce | Merly Huamani | Karate             | 50 kg                            | 21 de noviembre |
| Medalla de bronce | María Vindrola | Karate             | 55 kg                            | 21 de noviembre |
| Medalla de bronce | Isabel Aco | Karate             | 68 kg                            | 22 de noviembre |
| Medalla de bronce | Isabel Aco Milagros Alfaro Alexandra Grande María Vindrola | Karate             | Equipos                          | 23 de noviembre |
| Medalla de bronce | Yanet Sovero | Lucha              | 63 kg libre                      | 13 de noviembre |
| Medalla de bronce | Mario Molina | Lucha              | 66 kg grecorromana               | 12 de noviembre |
| Medalla de bronce | Ricardo Cárdenas | Lucha              | 85 kg grecorromana               | 12 de noviembre |
| Medalla de bronce | Pool Ambrocio | Lucha              | 86 kg libre                      | 14 de noviembre |
| Medalla de bronce | Lucía Albán Ana Espinoza María García María López Carla Morales Tania Patiño Sandy Quiróz Karen Rolando Cielomar Romero Valeria Romero                                                                       | Nado sincronizado  | Equipos                          | 15 de noviembre |
| Medalla de bronce | Lucía Albán Ana Espinoza María García María López Carla Morales Tania Patiño Sandy Quiróz Karen Rolando Cielomar Romero Valeria Romero                                                                       | Nado sincronizado  | Rutina libre combinada           | 13 de noviembre |
| Medalla de bronce | Jessica Cattaneo | Natación           | 100 metros libre                 | 21 de noviembre |
| Medalla de bronce | Azra Avdic Jessica Cattaneo Andrea Hurtado Paula Tamashiro | Natación           | Relevos 4 x 100 metros combinado | 22 de noviembre |
| Medalla de bronce | Azra Avdic Jessica Cattaneo Andrea Hurtado McKenna De Bever | Natación           | Relevos 4 x 100 metros libre     | 23 de noviembre |
| Medalla de bronce | Camila Valle | Remo               | 1X LW Skiff                      | 13 de noviembre |
| Medalla de bronce | Eduardo Linares Álvaro Torres | Remo               | 2X M                             | 13 de noviembre |
| Medalla de bronce | Camila Valle Pamela Noya | Remo               | 2X LW                            | 14 de noviembre |
| Medalla de bronce | Renzo Brigneti Gianfranco Colmenares Johann Hamann Renzo León | Remo               | 2X LW                            | 15 de noviembre |
| Medalla de bronce | Natalia Correa María Domínguez Michelle Flores Raysa Gonzáles Lucy Granda Andrea Masías Beatriz Orcotoma Allison Pereyra Rosemary Quesada Lieneke Ratto Melissa Vargas Karoline Vergara                      | Rugby 7            | Torneo femenino                  | 22 de noviembre |
| Medalla de bronce | María Hermosa María Paz Ximena Rodríguez Claudia Suárez | Squash             | Equipos                          | 17 de noviembre |
| Medalla de bronce | Katherine Calderón | Taekwondo          | 46 kg                            | 21 de noviembre |
| Medalla de bronce | Elizabeth Alvarado | Taekwondo          | 49-53 kg                         | 22 de noviembre |
| Medalla de bronce | Aittana Moya | Taekwondo          | 57-62 kg                         | 23 de noviembre |
| Medalla de bronce | Diana Chirinos | Taekwondo          | 62-67 kg                         | 23 de noviembre |
| Medalla de bronce | Carlos Kroll | Taekwondo          | 80-87 kg                         | 24 de noviembre |
| Medalla de bronce | Andree Blas Rodrigo García | Tenis de mesa      | Dobles                           | 23 de noviembre |
| Medalla de bronce | Andree Blas Felipe Duffoo Rodrigo García Diego Rodríguez | Tenis de mesa      | Equipos                          | 20 de noviembre |
| Medalla de bronce | Rodrigo García | Tenis de mesa      | Individual                       | 24 de noviembre |
| Medalla de bronce | Marko Carrillo Rodolfo León José Ullilen | Tiro               | 10 metros Pistola equipos        | 15 de noviembre |
| Medalla de bronce | Leslie Alarcón Liz Carrión Miriam Quintanilla | Tiro               | 25 metros Pistola equipos        | 12 de noviembre |
| Medalla de bronce | Marko Carrillo Rodolfo León José Ullilen | Tiro               | 25 metros tiro rápido equipos    | 16 de noviembre |
| Medalla de bronce | Daniel Vizcarra | Tiro               | 10 metros Rifle individual       | 12 de noviembre |
| Medalla de bronce | Marko Carrillo Rodolfo León José Ullilen | Tiro               | 50 metros Pistola equipos        | 13 de noviembre |
| Medalla de bronce | Alexia Arenas Andrea Indacochea Sara Vizcarra | Tiro               | 50 metros Rifle equipos          | 16 de noviembre |
| Medalla de bronce | Alessandro de Souza | Tiro               | Fosa doble individual            | 14 de noviembre |
| Medalla de bronce | Nicolás Pacheco | Tiro               | Skeet individual                 | 17 de noviembre |
| Medalla de bronce | Francesca Balta | Vela               | Sunfish                          | 21 de noviembre |
| Medalla de bronce | Alonso Collantes | Vela               | Sunfish                          | 24 de noviembre |
| Medalla de bronce | Víctor Aguilera Sebastián Bravo Sebastián Dancourt Eduardo Grandez Sebastián Morales Rodrigo Pacheco Sebastián Pastor Nick Pizarro Germán Rodríguez Rodrigo Rojas Diego Villar Nicolás Villar Adriano Zunino | Waterpolo          | Torneo masculino                 | 18 de noviembre |

## Atletas
| Disciplina          | Deportistas |
| Atletismo           | 47          |
| Bádminton           | 8           |
| Baloncesto          | 12          |
| Balonmano           | 28          |
| Béisbol             | 21          |
| Boliche             | 8           |
| Boxeo               | 12          |
| Ciclismo BMX        | 1           |
| Ciclismo de montaña | 6           |
| Ciclismo de pista   | 6           |
| Ciclismo de ruta    | 8           |
| Clavados            | 4           |
| Equitación          | 7           |
| Esgrima             | 20          |
| Esquí acuático      | 8           |
| Fútbol              | 18          |
| Futsal              | 12          |
| Gimnasia artística  | 9           |
| Gimnasia rítmica    | 4           |
| Gimnasia trampolín  | 1           |
| Golf                | 2           |
| Halterofilia        | 16          |
| Judo                | 14          |
| Karate              | 12          |
| Lucha               | 18          |
| Nado sincronizado   | 10          |
| Natación            | 17          |
| Raquetbol           | 3           |
| Remo                | 15          |
| Rugby 7             | 24          |
| Sóftbol             | 17          |
| Squash              | 8           |
| Taekwondo           | 13          |
| Tenis               | 8           |
| Tenis de mesa       | 8           |
| Tiro                | 23          |
| Tiro con arco       | 5           |
| Triatlón            | 8           |
| Vela                | 18          |
| Voleibol            | 24          |
| Voleibol de playa   | 8           |
| Waterpolo           | 13          |
| Total               | 514         |

## Deportes

### Atletismo
Femenino
Eventos de campo
| Atleta         | Evento                  | Final     | Final             |
| Atleta         | Evento                  | Distancia | Posición          |
| -------------- | ----------------------- | --------- | ----------------- |
| Jimena Gómez   | Lanzamiento de jabalina | 41.54     | 7                 |
| Nadia Requena  | Lanzamiento de jabalina | 43.15     | 6                 |
| María Ramos    | Lanzamiento de martillo | 55.32     | 6                 |
| Paola Mautino  | Salto largo             | 6.25      | Medalla de bronce |
| Alexa Morey    | Salto largo             | 5.76      | 7                 |
| Nicole Hein    | Salto pértiga           | 3.4       | 5                 |
| Mirian Reyes   | Salto triple            | 13.2      | Medalla de plata  |
| Silvana Segura | Salto triple            | 13        | 5                 |

Eventos de pista y ruta
| Atleta                                                    | Evento                        | Eliminatoria | Eliminatoria | Final        | Final             |
| Atleta                                                    | Evento                        | Tiempo       | Posición     | Tiempo       | Posición          |
| --------------------------------------------------------- | ----------------------------- | ------------ | ------------ | ------------ | ----------------- |
| Gabriela Delgado                                          | 100 metros planos             | 12.52        | 5            | No clasificó | No clasificó      |
| Diana Bazalar                                             | 100 metros con vallas         | ——————       | ——————       | 13.53        | 4                 |
| Gabriela Delgado                                          | 200 metros planos             | 25.26        | 4            | 25.06        | 7                 |
| Maite Torres                                              | 200 metros planos             | DNS          | DNS          | DNS          | DNS               |
| Maite Torres                                              | 400 metros planos             | 54.74        | 3            | 54.25        | 4                 |
| Denis Mejía                                               | 800 metros planos             | ——————       | ——————       | 02:14.32     | 7                 |
| Zulema Arena                                              | 1500 metros planos            | ——————       | ——————       | 04:19.03     | Medalla de bronce |
| Soledad Torre                                             | 1500 metros planos            | ——————       | ——————       | 04:28.61     | 6                 |
| Zulema Arena                                              | 3000 metros con obstáculos    | ——————       | ——————       | 09:52.32     | Medalla de oro    |
| Rina Cjuro                                                | 3000 metros con obstáculos    | ——————       | ——————       | 10:23.72     | 5                 |
| Saida Meneses                                             | 5000 metros planos            | ——————       | ——————       | 16:13.80     | Medalla de bronce |
| Soledad Torre                                             | 5000 metros planos            | ——————       | ——————       | 16:31.89     | 4                 |
| Inés Melchor                                              | 10000 metros planos           | ——————       | ——————       | 33:57.13     | Medalla de oro    |
| Luz Rojas                                                 | 10000 metros planos           | ——————       | ——————       | 33:59.58     | Medalla de plata  |
| Diana Bazalar Gabriela Delgado Paola Mautino Maite Torres | Relevos 4 x 100 metros planos | ——————       | ——————       | 46.28        | 4                 |
| Diana Bazalar Gabriela Delgado Denis Mejía Maite Torres   | Relevos 4 x 400 metros planos | ——————       | ——————       | DNS          | DNS               |
| Kimberly García                                           | 20 kilómetros marcha          | ——————       | ——————       | 01:33.07     | Medalla de plata  |
| Jessica Hancco                                            | 20 kilómetros marcha          | ——————       | ——————       | DQF          | DQF               |
| Clara Canchanya                                           | Media Maratón                 | ——————       | ——————       | 01:18.33     | 5                 |
| Gladys Tejeda                                             | Media Maratón                 | ——————       | ——————       | 01:14.55     | Medalla de oro    |

Eventos combinados
| Atleta           | Evento    | 100 m vallas | 100 m vallas | Salto de altura | Salto de altura | Bala  | Bala | 200 m planos | 200 m planos | Salto largo | Salto largo | Total | Posición |
| Atleta           | Evento    | Res.         | Pun.         | Res.            | Pun.            | Res.  | Pun. | Res.         | Pun.         | Res.        | Pun.        | Total | Posición |
| ---------------- | --------- | ------------ | ------------ | --------------- | --------------- | ----- | ---- | ------------ | ------------ | ----------- | ----------- | ----- | -------- |
| Kimberly Cardoza | Heptatlón | 14.40        | 923          | 1.67            | 818             | 10.65 | 572  | 25.84        | 811          | 10.51       | 700         | 5141  | 4        |

Res.=Resultado; Pun.=Puntos
Masculino
Eventos de campo
| Atleta           | Evento                  | Final     | Final            |
| Atleta           | Evento                  | Distancia | Posición         |
| ---------------- | ----------------------- | --------- | ---------------- |
| Joseph Melgar    | Lanzamiento de martillo | 58.99     | 4                |
| Arturo Chávez    | Salto de altura         | 2.18      | Medalla de plata |
| Jan Westreicher  | Salto de altura         | 2.15      | 4                |
| José Mandros     | Salto largo             | 7.39      | 6                |
| Jorge Mc Farlane | Salto largo             | 7.65      | Medalla de plata |
| Josué Gutiérrez  | Salto pértiga           | 0         | 5                |
| Joaquín León     | Salto pértiga           | 4.4       | 4                |
| Zenzey Onaja     | Salto triple            | ——————    | ——————           |

Eventos de pista y ruta
| Atleta                                                        | Evento                        | Semifinal | Semifinal | Final        | Final             |
| Atleta                                                        | Evento                        | Tiempo    | Posición  | Tiempo       | Posición          |
| ------------------------------------------------------------- | ----------------------------- | --------- | --------- | ------------ | ----------------- |
| Andy Martínez                                                 | 100 metros planos             | ————————— | ————————— | —————————    | —————————         |
| Fabricio Mautino                                              | 100 metros planos             | 26.62     | 6         | No clasificó | No clasificó      |
| Javier Mc Farlane                                             | 110 metros vallas             | ————————— | ————————— | 13.72        | Medalla de oro    |
| Jorge Mc Farlane                                              | 110 metros vallas             | ————————— | ————————— | 14.23        | 4                 |
| Andy Martínez                                                 | 200 metros planos             | ————————— | ————————— | —————————    | —————————         |
| Brayant Erazo                                                 | 400 metros planos             | 49.03     | 4         | No clasificó | No clasificó      |
| Paulo Herrera                                                 | 400 metros planos             | DQF       | DQF       | DQF          | DQF               |
| Paulo Herrera                                                 | 400 metros vallas             | ——————    | ——————    | 53.44        | 5                 |
| William García                                                | 800 metros planos             | ——————    | ——————    | 01:50.25     | 7                 |
| Mario Bazán                                                   | 1500 metros planos            | ——————    | ——————    | 03:50.79     | 6                 |
| William García                                                | 1500 metros planos            | ——————    | ——————    | ——————       | ——————            |
| Mario Bazán                                                   | 3000 metros con obstáculos    | ——————    | ——————    | 08:42.52     | 4                 |
| Walter Nina                                                   | 5000 metros planos            | ——————    | ——————    | 14:42.51     | 9                 |
| José Rojas                                                    | 5000 metros planos            | ——————    | ——————    | 14:07.48     | Medalla de bronce |
| Luis Ostos                                                    | 10000 metros planos           | ——————    | ——————    | 28:56.95     | Medalla de oro    |
| Cristian Pacheco                                              | 10000 metros planos           | ——————    | ——————    | 30:20.33     | 5                 |
| José Mandros Andy Martínez Javier Mc Farlane Jorge Mc Farlane | Relevos 4 x 100 metros planos | ——————    | ——————    | DQ           | DQ                |
| Brayant Erazo William García Paulo Herrera Andy Martínez      | Relevos 4 x 400 metros planos | ——————    | ——————    | DNS          | DNS               |
| Luis Campos                                                   | 20 kilómetros marcha          | ——————    | ——————    | DQF          | DQF               |
| César Rodríguez                                               | 20 kilómetros marcha          | ——————    | ——————    | DQF          | DQF               |
| Pavel Chihuán                                                 | 50 kilómetros marcha          | ——————    | ——————    | DQF          | DQF               |
| Ulises Ambrocio                                               | Media Maratón                 | ——————    | ——————    | 01:08.16     | 4                 |
| Nelson Ito                                                    | Media Maratón                 | ——————    | ——————    | 01:08.16     | 4                 |

### Bádminton
Femenino
| Atleta                          | Evento     | Dieciseisavos de final | Octavos de final        | Cuartos de final           | Semifinal                  | Final                      | Posición Final    |
| Atleta                          | Evento     | Rival Resultado        | Rival Resultado         | Rival Resultado            | Rival Resultado            | Rival Resultado            | Posición Final    |
| ------------------------------- | ---------- | ---------------------- | ----------------------- | -------------------------- | -------------------------- | -------------------------- | ----------------- |
| Inés Castillo                   | Individual | ——————                 | Michelle Martínez 2 - 0 | Diana Corleto 1 - 2        | No clasificó               | No clasificó               | No clasificó      |
| Paula La Torre                  | Individual | ——————                 | Alejandra Paiz 2 - 1    | Damaris Ortíz 2 - 0        | Nikte Sotomayor 1 - 2      | No clasificó               | Medalla de bronce |
| Daniela Macías                  | Individual | ——————                 | Juliana Giraldo 2 - 0   | Bermari Polanco 2 - 0      | Diana Corleto 2 - 0        | Nikte Sotomayor 0 - W      | Medalla de oro    |
| Daniela Macías Dánica Nishimura | Dobles     | ——————                 | ——————                  | República Dominicana 2 - 0 | Venezuela 2 - 0            | República Dominicana 2 - 0 | Medalla de oro    |
| Inés Castillo Paula La Torre    | Dobles     | ——————                 | ——————                  | Ecuador 2 - 0              | República Dominicana 0 - 2 | No clasificó               | Medalla de bronce |

Masculino
| Atleta                       | Evento     | Dieciseisavos de final | Octavos de final      | Cuartos de final           | Semifinal                  | Final                 | Posición Final    |
| Atleta                       | Evento     | Rival Resultado        | Rival Resultado       | Rival Resultado            | Rival Resultado            | Rival Resultado       | Posición Final    |
| ---------------------------- | ---------- | ---------------------- | --------------------- | -------------------------- | -------------------------- | --------------------- | ----------------- |
| Diego Cuadros                | Individual | Alonso Medel 2 - 0     | Rodolfo Ramírez 0 - 2 | No clasificó               | No clasificó               | No clasificó          | No clasificó      |
| José Guevara                 | Individual | ——————                 | Diego Lopera 2 - 0    | Uriel Caniura 2 - 1        | Daniel La Torre 0 - 2      | No clasificó          | Medalla de bronce |
| Daniel La Torre              | Individual | Reimi Cabreras 2 - 0   | Fabián Ardilla 2 - 0  | Kevin Cordón 0 - W         | José Guevara 2 - 0         | Rodolfo Ramírez 1 - 2 | Medalla de plata  |
| Mario Cuba Diego Cuadros     | Dobles     | ——————                 | ——————                | República Dominicana 1 - 2 | No clasificó               | No clasificó          | No clasificó      |
| José Guevara Daniel La Torre | Dobles     | ——————                 | ——————                | Guatemala 0 - W            | República Dominicana 2 - 1 | Guatemala 1 - 2       | Medalla de plata  |

Mixto
| Atleta | Evento  | Octavos de final                         | Cuartos de final                         | Semifinal       | Final           | Posición Final    |
| Atleta | Evento  | Rival Resultado                          | Rival Resultado                          | Rival Resultado | Rival Resultado | Posición Final    |
| --- | ------- | ---------------------------------------- | ---------------------------------------- | --------------- | --------------- | ----------------- |
| Daniel La Torre Dánica Nishimura                                                                                   | Dobles  | ——————                                   | Venezuela 2 - 0                          | Guatemala 1 - 2 | No clasificó    | Medalla de bronce |
| Mario Cuba Daniela Macías                                                                                          | Dobles  | Ecuador 2 - 0                            | República Dominicana 2 - 0               | Guatemala 2 - 0 | Guatemala 2 - 1 | Medalla de oro    |
| Inés Castillo Diego Cuadros Mario Cuba José Guevara Daniel La Torre Paula La Torre Daniela Macías Dánica Nishimura | Equipos | Ecuador 5 - 0 República Dominicana 4 - 1 | Ecuador 5 - 0 República Dominicana 4 - 1 | Venezuela 3 - 0 | Guatemala 1 - 3 | Medalla de plata  |

### Baloncesto
Masculino
| Equipo | Evento           | Ronda de grupos   | Ronda de grupos | Medalla de bronce | Medalla de oro  | Posición Final    |
| Equipo | Evento           | Rival Resultado   | Posición        | Rival Resultado   | Rival Resultado | Posición Final    |
| --- | ---------------- | ----------------- | --------------- | ----------------- | --------------- | ----------------- |
| Diego Alache Gonzalo Bernabe César Campos Roberto Carpio Miro Ceccarelli Franco Duarte Rodrigo Matos Matias Quirós Derek Rivero César Vásquez Juan Pablo Venegas César Villalobos | Torneo masculino | Colombia 53 - 63  | 3               | Ecuador 89 - 50   | ——————          | Medalla de bronce |
| Diego Alache Gonzalo Bernabe César Campos Roberto Carpio Miro Ceccarelli Franco Duarte Rodrigo Matos Matias Quirós Derek Rivero César Vásquez Juan Pablo Venegas César Villalobos | Torneo masculino | Venezuela 59 - 83 | 3               | Ecuador 89 - 50   | ——————          | Medalla de bronce |
| Diego Alache Gonzalo Bernabe César Campos Roberto Carpio Miro Ceccarelli Franco Duarte Rodrigo Matos Matias Quirós Derek Rivero César Vásquez Juan Pablo Venegas César Villalobos | Torneo masculino | Bolivia 81 - 62   | 3               | Ecuador 89 - 50   | ——————          | Medalla de bronce |
| Diego Alache Gonzalo Bernabe César Campos Roberto Carpio Miro Ceccarelli Franco Duarte Rodrigo Matos Matias Quirós Derek Rivero César Vásquez Juan Pablo Venegas César Villalobos | Torneo masculino | Ecuador 68 - 49   | 3               | Ecuador 89 - 50   | ——————          | Medalla de bronce |

### Balonmano
Femenino
| Equipo | Evento          | Eliminatorias    | Eliminatorias |
| Equipo | Evento          | Rival Resultado  | Posición      |
| --- | --------------- | ---------------- | ------------- |
| Tifany Angulo Marcela Balarin Ariana Cruz Zoila Huamán Marian Díaz Derly Gálvez Zonia Lostaunau María Miranda Karen Preising Rosa Porras Carla Remar Sara Romero Gabriela Santiváñez Kelly Servat | Torneo femenino | Chile 14 - 47    | 5             |
| Tifany Angulo Marcela Balarin Ariana Cruz Zoila Huamán Marian Díaz Derly Gálvez Zonia Lostaunau María Miranda Karen Preising Rosa Porras Carla Remar Sara Romero Gabriela Santiváñez Kelly Servat | Torneo femenino | Colombia 13 - 41 | 5             |
| Tifany Angulo Marcela Balarin Ariana Cruz Zoila Huamán Marian Díaz Derly Gálvez Zonia Lostaunau María Miranda Karen Preising Rosa Porras Carla Remar Sara Romero Gabriela Santiváñez Kelly Servat | Torneo femenino | Venezuela 6 - 57 | 5             |
| Tifany Angulo Marcela Balarin Ariana Cruz Zoila Huamán Marian Díaz Derly Gálvez Zonia Lostaunau María Miranda Karen Preising Rosa Porras Carla Remar Sara Romero Gabriela Santiváñez Kelly Servat | Torneo femenino | Paraguay 13 - 61 | 5             |
| Tifany Angulo Marcela Balarin Ariana Cruz Zoila Huamán Marian Díaz Derly Gálvez Zonia Lostaunau María Miranda Karen Preising Rosa Porras Carla Remar Sara Romero Gabriela Santiváñez Kelly Servat | Torneo femenino | Bolivia 28 - 12  | 5             |

Masculino
| Equipo | Evento           | Eliminatorias     | Eliminatorias |
| Equipo | Evento           | Rival Resultado   | Posición      |
| --- | ---------------- | ----------------- | ------------- |
| Homero Acuña Sergio Alvarado Fernando Buitrón André Camborda Wilber Cano Gianpierre Gutelius Evair Hurtado Marcelo Infante Diego López Luis Mallqui Brian Paredes Borman Picón Carlos Trelles Eduardo Velarde | Torneo masculino | Chile 14 - 37     | 4             |
| Homero Acuña Sergio Alvarado Fernando Buitrón André Camborda Wilber Cano Gianpierre Gutelius Evair Hurtado Marcelo Infante Diego López Luis Mallqui Brian Paredes Borman Picón Carlos Trelles Eduardo Velarde | Torneo masculino | Venezuela 22 - 45 | 4             |
| Homero Acuña Sergio Alvarado Fernando Buitrón André Camborda Wilber Cano Gianpierre Gutelius Evair Hurtado Marcelo Infante Diego López Luis Mallqui Brian Paredes Borman Picón Carlos Trelles Eduardo Velarde | Torneo masculino | Bolivia 51 - 14   | 4             |
| Homero Acuña Sergio Alvarado Fernando Buitrón André Camborda Wilber Cano Gianpierre Gutelius Evair Hurtado Marcelo Infante Diego López Luis Mallqui Brian Paredes Borman Picón Carlos Trelles Eduardo Velarde | Torneo masculino | Colombia 16 - 32  | 4             |

### Béisbol
Masculino
| Equipo | Evento           | Eliminatorias     | Eliminatorias |
| Equipo | Evento           | Rival Resultado   | Posición      |
| --- | ---------------- | ----------------- | ------------- |
| Keigo Arakaki Roberto Ayarza Ignacio Castro Jonathan Farías Christopher Howard Roberto Huisa Giancarlo Kanashiro Adriano Loayza Katsuhiro Nishizawa Renzo Núñez Mauricio Oliveri Édgar Paredes Jorge Pastor Edson Piován Gianpierre Reaño José Sánchez Keiji Segovia Alonso Tenya Diego Uezu Kevin Yamamoto Susumu Yoza | Torneo masculino | Panamá 0 - 17     | 5             |
| Keigo Arakaki Roberto Ayarza Ignacio Castro Jonathan Farías Christopher Howard Roberto Huisa Giancarlo Kanashiro Adriano Loayza Katsuhiro Nishizawa Renzo Núñez Mauricio Oliveri Édgar Paredes Jorge Pastor Edson Piován Gianpierre Reaño José Sánchez Keiji Segovia Alonso Tenya Diego Uezu Kevin Yamamoto Susumu Yoza | Torneo masculino | Venezuela 0 - 16  | 5             |
| Keigo Arakaki Roberto Ayarza Ignacio Castro Jonathan Farías Christopher Howard Roberto Huisa Giancarlo Kanashiro Adriano Loayza Katsuhiro Nishizawa Renzo Núñez Mauricio Oliveri Édgar Paredes Jorge Pastor Edson Piován Gianpierre Reaño José Sánchez Keiji Segovia Alonso Tenya Diego Uezu Kevin Yamamoto Susumu Yoza | Torneo masculino | Colombia 0 - 8    | 5             |
| Keigo Arakaki Roberto Ayarza Ignacio Castro Jonathan Farías Christopher Howard Roberto Huisa Giancarlo Kanashiro Adriano Loayza Katsuhiro Nishizawa Renzo Núñez Mauricio Oliveri Édgar Paredes Jorge Pastor Edson Piován Gianpierre Reaño José Sánchez Keiji Segovia Alonso Tenya Diego Uezu Kevin Yamamoto Susumu Yoza | Torneo masculino | El Salvador 0 - 9 | 5             |

### Boliche
Femenino
| Atleta                                                         | Evento      | Líneas     | Líneas     | Líneas     | Líneas     | Líneas     | Líneas     | Total | Posición |
| Atleta                                                         | Evento      | 1          | 2          | 3          | 4          | 5          | 6          | Total | Posición |
| -------------------------------------------------------------- | ----------- | ---------- | ---------- | ---------- | ---------- | ---------- | ---------- | ----- | -------- |
| Gisella Akimoto                                                | Individual  | 156        | 123        | 168        | 180        | 130        | 133        | 890   | 31       |
| Úrsula Álvarez                                                 | Individual  | 200        | 135        | 157        | 149        | 148        | 194        | 983   | 24       |
| Gabriela Ishikawa                                              | Individual  | 158        | 182        | 158        | 180        | 133        | 148        | 959   | 27       |
| Yumi Yuzuriha                                                  | Individual  | 172        | 190        | 151        | 133        | 143        | 158        | 947   | 28       |
| Gabriela Ishikawa Úrsula Álvarez                               | Parejas     | 358        | 430        | 343        | 371        | 368        | —          | 2265  | 9        |
| Gisella Akimoto Yumi Yuzuriha                                  | Parejas     | 317        | 284        | 337        | 357        | 295        | —          | 1905  | 14       |
| Gisella Akimoto Gabriela Ishikawa Yumi Yuzuriha                | Tríos       | 462        | 473        | 437        | 498        | 591        | 531        | 2992  | 6        |
| Úrsula Álvarez Gisella Akimoto Gabriela Ishikawa Yumi Yuzuriha | Equipos     | 648        | 737        | 621        | 642        | 618        | 672        | 3938  | 6        |
| Gisella Akimoto                                                | Todo evento | —————————— | —————————— | —————————— | —————————— | —————————— | —————————— | 3760  | 29       |
| Úrsula Álvarez                                                 | Todo evento | —————————— | —————————— | —————————— | —————————— | —————————— | —————————— | 4175  | 22       |
| Gabriela Ishikawa                                              | Todo evento | —————————— | —————————— | —————————— | —————————— | —————————— | —————————— | 4189  | 21       |
| Yumi Yuzuriha                                                  | Todo evento | —————————— | —————————— | —————————— | —————————— | —————————— | —————————— | 3799  | 27       |

Masculino
| Atleta                                                        | Evento      | Líneas     | Líneas     | Líneas     | Líneas     | Líneas     | Líneas     | Total | Posición |
| Atleta                                                        | Evento      | 1          | 2          | 3          | 4          | 5          | 6          | Total | Posición |
| ------------------------------------------------------------- | ----------- | ---------- | ---------- | ---------- | ---------- | ---------- | ---------- | ----- | -------- |
| Adrián Guibu                                                  | Individual  | 173        | 181        | 204        | 165        | 195        | 173        | 1091  | 24       |
| Alejandro Ishikawa                                            | Individual  | 182        | 192        | 190        | 201        | 148        | 214        | 1127  | 15       |
| Kenny Kishimoto                                               | Individual  | 226        | 209        | 213        | 210        | 194        | 169        | 1221  | 8        |
| Juan Yuzuriha                                                 | Individual  | 147        | 183        | 194        | 196        | 166        | 230        | 1116  | 18       |
| Adrián Guibu Alejandro Ishikawa                               | Parejas     | 352        | 487        | 471        | 396        | 404        | —          | 2537  | 8        |
| Kenny Kishimoto Juan Yuzuriha                                 | Parejas     | 381        | 378        | 393        | 391        | 352        | —          | 2280  | 6        |
| Adrián Guibu Kenny Kishimoto Juan Yuzuriha                    | Tríos       | 510        | 564        | 581        | 631        | 583        | 596        | 3465  | 5        |
| Adrián Guibu Alejandro Ishikawa Kenny Kishimoto Juan Yuzuriha | Equipos     | 715        | 703        | 767        | 793        | 830        | 817        | 4625  | 6        |
| Alejandro Ishikawa                                            | Máster      | 255        | 192        | 225        | 238        | 237        | —          | 1764  | 5        |
| Kenny Kishimoto                                               | Máster      | 234        | 196        | 203        | 260        | 197        | —          | 1593  | 13       |
| Adrián Guibu                                                  | Todo evento | —————————— | —————————— | —————————— | —————————— | —————————— | —————————— | 4429  | 27       |
| Alejandro Ishikawa                                            | Todo evento | —————————— | —————————— | —————————— | —————————— | —————————— | —————————— | 5096  | 9        |
| Kenny Kishimoto                                               | Todo evento | —————————— | —————————— | —————————— | —————————— | —————————— | —————————— | 4776  | 13       |
| Juan Yuzuriha                                                 | Todo evento | —————————— | —————————— | —————————— | —————————— | —————————— | —————————— | 4496  | 24       |

Mixto
| Atleta                            | Evento  | Líneas | Líneas | Líneas | Líneas | Líneas | Líneas | Total | Posición |
| Atleta                            | Evento  | 1      | 2      | 3      | 4      | 5      | 6      | Total | Posición |
| --------------------------------- | ------- | ------ | ------ | ------ | ------ | ------ | ------ | ----- | -------- |
| Alejandro Ishikawa Úrsula Álvarez | Parejas | 355    | 401    | 367    | 398    | 422    | 436    | 2379  | 5        |

### Boxeo
Femenino
| Atleta            | Evento | Cuartos de final     | Semifinal             | Final                 | Posición Final    |
| Atleta            | Evento | Rival Resultado      | Rival Resultado       | Rival Resultado       | Posición Final    |
| ----------------- | ------ | -------------------- | --------------------- | --------------------- | ----------------- |
| Fiorela Goicochea | 51 kg  | ——————               | Cristina Porozo 3 - 2 | Ingrit Valencia 0 - 5 | Medalla de plata  |
| Fiorella Conroy   | 60 kg  | Elisa Williams 0 - 5 | No clasificó          | No clasificó          | No clasificó      |
| Evelyn Tolentino  | 75 kg  | ——————               | Jessica Caicedo 0 - 5 | No clasificó          | Medalla de bronce |

Masculino
| Atleta         | Evento | Cuartos de final       | Semifinal             | Final                   | Posición Final    |
| Atleta         | Evento | Rival Resultado        | Rival Resultado       | Rival Resultado         | Posición Final    |
| -------------- | ------ | ---------------------- | --------------------- | ----------------------- | ----------------- |
| Isaac Herrera  | 49 kg  | Waner Lara 5 - 0       | Brian Fernández 5 - 0 | Yuberjen Martínez 0 - 5 | Medalla de plata  |
| Diego Tananta  | 52 kg  | ——————                 | Ceiber Ávila 0 - 5    | No clasificó            | Medalla de bronce |
| Jorvi Farroñán | 56 kg  | Leonel Gutiérrez 2 - 3 | No clasificó          | No clasificó            | No clasificó      |
| Leodan Pezo    | 60 kg  | Albeiro Paredes 2 - 3  | No clasificó          | No clasificó            | No clasificó      |
| Johan Denegri  | 64 kg  | Miguel Ferrín KTO      | No clasificó          | No clasificó            | No clasificó      |
| Ricardo Tamay  | 69 kg  | Ricardo Legarda 1 - 4  | No clasificó          | No clasificó            | No clasificó      |
| Gerardo Ibáñez | 75 kg  | Endry Saavedra 0 - 5   | No clasificó          | No clasificó            | No clasificó      |
| José Lucar     | 91 kg  | Albert Ramírez TKO     | No clasificó          | No clasificó            | No clasificó      |
| Luis Muñóz     | +91 kg | ——————                 | Raynery Vargas 0 - 5  | No clasificó            | Medalla de bronce |

### Ciclismo BMX
Masculino
| Atleta      | Evento               | Eliminatoria | Eliminatoria | Final        | Final        |
| Atleta      | Evento               | Tiempo       | Posición     | Tiempo       | Posición     |
| ----------- | -------------------- | ------------ | ------------ | ------------ | ------------ |
| José Mamani | Contra reloj         | 38.946       | 11           | No clasificó | No clasificó |
| José Mamani | Rueda de 20 pulgadas |              | 6            | No clasificó | No clasificó |

### Ciclismo de montaña
Femenino
| Atleta           | Evento        | Final       | Final       |
| Atleta           | Evento        | Tiempo      | Posición    |
| ---------------- | ------------- | ----------- | ----------- |
| Noemi Jacinto    | Cross country | 1h 13:51.27 | 8           |
| Mónica Velásquez | Cross country | No finalizó | No finalizó |

Masculino
| Atleta           | Evento        | Eliminatoria | Eliminatoria | Final        | Final            |
| Atleta           | Evento        | Tiempo       | Posición     | Tiempo       | Posición         |
| ---------------- | ------------- | ------------ | ------------ | ------------ | ---------------- |
| Jeyson Ramos     | Cross country | —————        | —————        | 1h 04:47.679 | 8                |
| Alexander Urbina | Cross country | —————        | —————        | 1h 06:10.538 | 10               |
| Carlos Alfaro    | Downhill      | 3:02.86      | 4            | 2:58.158     | 5                |
| Alejandro Paz    | Downhill      | 3:18.413     | 5            | 2:49.76      | Medalla de plata |

### Ciclismo de pista
Masculino
| Atleta                                                            | Evento                              | Clasificación | Clasificación | Final           | Final        |
| Atleta                                                            | Evento                              | Tiempo        | Posición      | Tiempo / Puntos | Posición     |
| ----------------------------------------------------------------- | ----------------------------------- | ------------- | ------------- | --------------- | ------------ |
| Antonio Rastegorac                                                | Ómnium                              | ————          | ————          | 126             | 5            |
| André Gonzáles                                                    | Persecución individual              | 04:53.577     | 2             | No clasificó    | No clasificó |
| Antonio Rastegorac                                                | Persecución individual              | 05:00.15      | 2             | No clasificó    | No clasificó |
| Alejandro Muñóz                                                   | Prueba por puntos                   | ————          | ————          | 0               | 9            |
| Antonio Rastegorac                                                | Prueba por puntos                   | ————          | ————          | 0               | 9            |
| Francis Cachique                                                  | Scratch                             | ————          | ————          | -               | -            |
| Antonio Rastegorac                                                | Scratch                             | ————          | ————          | -               | 9            |
| Mario Beretta Francis Cachique Antonio Rastegorac                 | Velocidad por equipos               | 51.034        | 5             | No clasificó    | No clasificó |
| Mario Beretta Francis Cachique Alejandro Muñóz Antonio Rastegorac | 4000 metros persecución por equipos | 04:43.41      | 5             | No clasificó    | No clasificó |

### Ciclismo de ruta
Femenino
| Atleta          | Evento          | Final       | Final    |
| Atleta          | Evento          | Tiempo      | Posición |
| --------------- | --------------- | ----------- | -------- |
| Luddy Fernández | Ruta individual | 3h 00:37.00 | 22       |
| Angie Paulett   | Ruta individual | 3h 00:24.00 | 21       |

Masculino
| Atleta         | Evento          | Final       | Final    |
| Atleta         | Evento          | Tiempo      | Posición |
| -------------- | --------------- | ----------- | -------- |
| Alonso Gamero  | Ruta individual | 3h 33:09.00 | 12       |
| César Garate   | Ruta individual | 3h 43:52.00 | 21       |
| André Gonzáles | Ruta individual | DNF         | DNF      |
| Alain Quispe   | Ruta individual | 3h 43:21.00 | 20       |
| Álvaro Simón   | Ruta individual | 3h 43:52.00 | 22       |
| Renato Tapia   | Ruta individual | 3h 40:58.00 | 17       |

### Clavados
Femenino
| Atleta                   | Evento                     | Final  | Final    |
| Atleta                   | Evento                     | Puntos | Posición |
| ------------------------ | -------------------------- | ------ | -------- |
| Luciana Gil              | Trampolín 3 m              | —————— | ——————   |
| Daniela Luna             | Trampolín 3 m              | —————— | ——————   |
| Luciana Gil Daniela Luna | Trampolín 3 m sincronizado | 169.47 | 4        |

Masculino
| Atleta                      | Evento                     | Final  | Final    |
| Atleta                      | Evento                     | Puntos | Posición |
| --------------------------- | -------------------------- | ------ | -------- |
| Daniel Pinto                | Trampolín 3 m              | 302.6  | 6        |
| Adrián Infante Daniel Pinto | Trampolín 3 m sincronizado | 304.77 | 4        |

### Equitación
Mixto
| Atleta                                                             | Evento                      | Eliminatoria | Eliminatoria | Final    | Final             |
| Atleta                                                             | Evento                      | Puntos       | Posición     | Puntos   | Posición          |
| ------------------------------------------------------------------ | --------------------------- | ------------ | ------------ | -------- | ----------------- |
| Margoth Batievsky                                                  | FEI Young Riders Individual | 58.06        | 14           | 55.09    | 15                |
| Juan Bautista                                                      | FEI Young Riders Individual | 59.31        | 12           | 56.58    | 12                |
| Monika Von Wedemeyer                                               | FEI Young Riders Individual | 60.93        | 11           | 0        | 16                |
| Margoth Batievsky Juan Bautista Monika Von Wedemeyer               | FEI Young Riders Equipos    | ——————       | ——————       | 166.64   | Medalla de bronce |
| Alessandra Battilana                                               | Prueba de salto             | ——————       | ——————       | 01:19.39 | 24                |
| Vania Diez Canseco                                                 | Prueba de salto             | ——————       | ——————       | 01:21.20 | 9                 |
| Julián Duprat                                                      | Prueba de salto             | ——————       | ——————       | 01:19.27 | 14                |
| Leslie Stark                                                       | Prueba de salto             | ——————       | ——————       | 02:25.78 | 4                 |
| Alessandra Battilana                                               | Prueba de velocidad salto   | ——————       | ——————       | 01:21.76 | 25                |
| Vania Diez Canseco                                                 | Prueba de velocidad salto   | ——————       | ——————       | 01:21.22 | 23                |
| Julián Duprat                                                      | Prueba de velocidad salto   | ——————       | ——————       | 01:26.16 | 28                |
| Leslie Stark                                                       | Prueba de velocidad salto   | ——————       | ——————       | 01:21.71 | 24                |
| Juan Bautista                                                      | Over All Adiestraminto      | ——————       | ——————       | 57.36    | 11                |
| Monika Von Wedemeyer                                               | Over All Adiestraminto      | ——————       | ——————       | 34.42    | 16                |
| Alessandra Battilana                                               | Over All Salto              | ——————       | ——————       | 10.72    | 4                 |
| Vania Diez Canseco                                                 | Over All Salto              | ——————       | ——————       | 32.45    | 19                |
| Julián Duprat                                                      | Over All Salto              | ——————       | ——————       | 90.92    | 25                |
| Leslie Stark                                                       | Over All Salto              | ——————       | ——————       | 14.69    | 6                 |
| Alessandra Battilana Vania Diez Canseco Julián Duprat Leslie Stark | Saltos por equipos          | 25.86        | 7            | 39.86    | 6                 |

### Esgrima
Femenino
| Atleta                                                          | Evento             | Clasificación | Clasificación | Octavos de final           | Cuartos de final         | Semifinal       | Final           |
| Atleta                                                          | Evento             | Victorias     | Posición      | Rival Resultado            | Rival Resultado          | Rival Resultado | Rival Resultado |
| --------------------------------------------------------------- | ------------------ | ------------- | ------------- | -------------------------- | ------------------------ | --------------- | --------------- |
| María Luisa Doig                                                | Espada individual  | 5             | 5             | Alessandra Aicardi 11 - 15 | No clasificó             | No clasificó    | No clasificó    |
| Cynthia Roldán                                                  | Espada individual  | 3             | 3             | Analía Belén 10 - 15       | No clasificó             | No clasificó    | No clasificó    |
| María Luisa Doig Cynthia Roldán Kusi Rosales Laura Zevallos     | Espada equipos     | ——————        | ——————        | ——————                     | Colombia 32 - 45         | No clasificó    | No clasificó    |
| María Luisa Doig                                                | Florete individual | 3             | 3             | Camila Ortíz 15 - 4        | Yohana Fuenmayor 14 - 15 | No clasificó    | No clasificó    |
| Kusi Rosales                                                    | Florete individual | 3             | 3             | Minerva Rabi 15 - 4        | Arantza Inostroza 8 - 15 | No clasificó    | No clasificó    |
| María Luisa Doig Cynthia Roldán Kusi Rosales Michela Somocurcio | Florete equipos    | ——————        | ——————        | ——————                     | Venezuela 26 - 45        | No clasificó    | No clasificó    |
| Hillary Aguilar                                                 | Sable individual   | 1             | 1             | Leonor Sedano 15 - 12      | Shia Rodríguez 2 - 15    | No clasificó    | No clasificó    |
| Leonor Sedano                                                   | Sable individual   | 1             | 1             | Hillary Aguilar 12 - 15    | No clasificó             | No clasificó    | No clasificó    |
| Hillary Aguilar Joana Rivera Leonor Sedano María Tudela         | Sable equipos      | ——————        | ——————        | ——————                     | ——————                   | Colombia 5 - 45 | Bolivia 44 - 45 |

Masculino
| Atleta                                                              | Evento             | Clasificación | Clasificación | Octavos de final        | Cuartos de final       | Semifinal         | Final             |
| Atleta                                                              | Evento             | Victorias     | Posición      | Rival Resultado         | Rival Resultado        | Rival Resultado   | Rival Resultado   |
| ------------------------------------------------------------------- | ------------------ | ------------- | ------------- | ----------------------- | ---------------------- | ----------------- | ----------------- |
| Edson Dávila                                                        | Espada individual  | 1             | 1             | Arturo Dorati 8 - 15    | No clasificó           | No clasificó      | No clasificó      |
| Eduardo García                                                      | Espada individual  | 4             | 4             | Ronal Burgos 15 - 8     | Jhon Rodríguez 13 - 15 | No clasificó      | No clasificó      |
| Edson Dávila Eduardo García Lino Sillupu Bruno Zambrano             | Espada equipos     | ——————        | ——————        | ——————                  | Bolivia 45 - 36        | Venezuela 22 - 45 | Chile 21 - 45     |
| Federico Canchez                                                    | Florete individual | 2             | 2             | Nelson Ledezma 15 - 0   | Antonio Leal 7 - 15    | No clasificó      | No clasificó      |
| Marcio Orihuela                                                     | Florete individual | 0             | 0             | Gustavo Alarcón 10 - 15 | No clasificó           | No clasificó      | No clasificó      |
| Federico Canchez Luis Hurtado Marcio Orihuela Felipe Scaccabarrozzi | Florete equipos    | ——————        | ——————        | ——————                  | Bolivia 45 - 32        | Chile 12 - 34     | Venezuela 25 - 45 |
| Fabián Huapaya                                                      | Sable individual   | 3             | 3             | Marc Mendoza 7 - 15     | No clasificó           | No clasificó      | No clasificó      |
| Ángel Torreblanca                                                   | Sable individual   | 1             | 1             | José Quintero 1 - 15    | No clasificó           | No clasificó      | No clasificó      |
| Bennie Estrada Fabián Huapaya Ángel Torreblanca                     | Sable equipos      | ——————        | ——————        | ——————                  | Chile 16 - 45          | No clasificó      | No clasificó      |

### Esquí acuático
Femenino
| Atleta        | Evento  | Eliminatoria | Eliminatoria | Final        | Final             |
| Atleta        | Evento  | Resultado    | Posición     | Resultado    | Posición          |
| ------------- | ------- | ------------ | ------------ | ------------ | ----------------- |
| Andrea Cavero | Figuras | 138.03       | 8            | 0            | 6                 |
| María De Osma | Figuras | 653.45       | 4            | 3270         | 4                 |
| Andrea Cavero | Saltos  | 495.5        | 3            | 29.7 m       | Medalla de plata  |
| María De Osma | Saltos  | 918.92       | 2            | 37 m         | Medalla de oro    |
| Andrea Cavero | Slalom  | 784.09       | 5            |              | Medalla de bronce |
| María De Osma | Slalom  | 1000         | 1            |              | Medalla de oro    |
| Andrea Cavero | Overall | 1417.6       | 6            | No clasificó | No clasificó      |
| María De Osma | Overall | 2572.4       | 1            | 2862.64      | Medalla de plata  |

Masculino
| Felipe Belmont | Figuras   | 1000         | 1            | 8170         | Medalla de plata  |              |              |
| Rafael De Osma | Figuras   | ———————————— | ———————————— | ———————————— | ————————————      |              |              |
| Mario Mustafa  | Figuras   | 177.75       | 5            | 0            | 5                 |              |              |
| Felipe Belmont | Saltos    | ———————————— | ———————————— | ———————————— | ————————————      |              |              |
| Rafael De Osma | Saltos    | ———————————— | ———————————— | ———————————— | ————————————      |              |              |
| Mario Mustafa  | Saltos    | 826.57       | 4            | 46.4 m       | 4                 |              |              |
| Felipe Belmont | Slalom    | 0            | 8            | No clasificó | No clasificó      |              |              |
| Rafael De Osma | Slalom    | ———————————— | ———————————— | ———————————— | ————————————      |              |              |
| Mario Mustafa  | Slalom    | 816.51       | 3            |              | Medalla de bronce |              |              |
| Felipe Belmont | Overall   | ———————————— | ———————————— | ———————————— | ————————————      |              |              |
| Rafael De Osma | Overall   | ———————————— | ———————————— | ———————————— | ————————————      |              |              |
| Mario Mustafa  | Overall   | 2005.6       | 4            | 2007.71      | 4                 |              |              |
| Harold Gómez   | Wakeboard | 40           | 5            | No clasificó | No clasificó      | No clasificó | No clasificó |
| Ismael Tudela  | Wakeboard | 33.78        | 6            | No clasificó | No clasificó      | No clasificó | No clasificó |
| Manuel Tudela  | Wakeboard | 40.33        | 4            | 53.67        | 5                 |              |              |

### Fútbol
Femenino
| Equipo | Evento          | Eliminatoria    | Eliminatoria |
| Equipo | Evento          | Rival Resultado | Posición     |
| --- | --------------- | --------------- | ------------ |
| Diana Alfaro Sandra Arévalo Grace Cagnina Xioczana Canales Énica Fasabi Fadye Jabali Gretta Martínez Daniella Milovanov Pierina Núñez Michelle Paredes Odalys Rivas Katherine Ruiz Maryory Sánchez Mia Shalit Olenka Soko Ximena Solís Aranxa Vega Adriana Zorrilla | Torneo femenino | Venezuela 0-0   | 5            |
| Diana Alfaro Sandra Arévalo Grace Cagnina Xioczana Canales Énica Fasabi Fadye Jabali Gretta Martínez Daniella Milovanov Pierina Núñez Michelle Paredes Odalys Rivas Katherine Ruiz Maryory Sánchez Mia Shalit Olenka Soko Ximena Solís Aranxa Vega Adriana Zorrilla | Torneo femenino | Bolivia 1-2     | 5            |
| Diana Alfaro Sandra Arévalo Grace Cagnina Xioczana Canales Énica Fasabi Fadye Jabali Gretta Martínez Daniella Milovanov Pierina Núñez Michelle Paredes Odalys Rivas Katherine Ruiz Maryory Sánchez Mia Shalit Olenka Soko Ximena Solís Aranxa Vega Adriana Zorrilla | Torneo femenino | Colombia 0-3    | 5            |
| Diana Alfaro Sandra Arévalo Grace Cagnina Xioczana Canales Énica Fasabi Fadye Jabali Gretta Martínez Daniella Milovanov Pierina Núñez Michelle Paredes Odalys Rivas Katherine Ruiz Maryory Sánchez Mia Shalit Olenka Soko Ximena Solís Aranxa Vega Adriana Zorrilla | Torneo femenino | Ecuador 0-3     | 5            |

### Futsal
Masculino
| Equipo | Evento           | Eliminatorias   | Eliminatorias | Medalla de bronce | Medalla de oro  | Posición Final    |
| Equipo | Evento           | Rival Resultado | Posición      | Rival Resultado   | Rival Resultado | Posición Final    |
| --- | ---------------- | --------------- | ------------- | ----------------- | --------------- | ----------------- |
| Jorge Aguilar Ángel Angulo Hugo Barrantes Juan Castro Jesús Herrera Martín Herrera Sebastián Obando Jorge Pacheco Jairo Tasayco Xavier Tavera Julio Tizón Junior Ulloa | Torneo masculino | Ecuador 4 - 2   | 4             | Venezuela 4 - 3   | ——————          | Medalla de bronce |
| Jorge Aguilar Ángel Angulo Hugo Barrantes Juan Castro Jesús Herrera Martín Herrera Sebastián Obando Jorge Pacheco Jairo Tasayco Xavier Tavera Julio Tizón Junior Ulloa | Torneo masculino | Bolivia 4 - 1   | 4             | Venezuela 4 - 3   | ——————          | Medalla de bronce |
| Jorge Aguilar Ángel Angulo Hugo Barrantes Juan Castro Jesús Herrera Martín Herrera Sebastián Obando Jorge Pacheco Jairo Tasayco Xavier Tavera Julio Tizón Junior Ulloa | Torneo masculino | Venezuela 3 - 3 | 4             | Venezuela 4 - 3   | ——————          | Medalla de bronce |
| Jorge Aguilar Ángel Angulo Hugo Barrantes Juan Castro Jesús Herrera Martín Herrera Sebastián Obando Jorge Pacheco Jairo Tasayco Xavier Tavera Julio Tizón Junior Ulloa | Torneo masculino | Colombia 0 - 2  | 4             | Venezuela 4 - 3   | ——————          | Medalla de bronce |
| Jorge Aguilar Ángel Angulo Hugo Barrantes Juan Castro Jesús Herrera Martín Herrera Sebastián Obando Jorge Pacheco Jairo Tasayco Xavier Tavera Julio Tizón Junior Ulloa | Torneo masculino | Panamá 1 - 2    | 4             | Venezuela 4 - 3   | ——————          | Medalla de bronce |

### Gimnasia artística
Femenino
| Atleta                                                              | Evento  | Aparato           | Aparato                            | Aparato | Aparato | Total | Posición Final    |   |    |    |      |
| ------------------------------------------------------------------- | ------- | ----------------- | ---------------------------------- | ------- | ------- | ----- | ----------------- | - | -- | -- | ---- |
| Atleta                                                              | Evento  | Katherine Aguirre | General individual (Eliminatorias) | 9.05    | 12.15   | Total | Posición Final    | 8 | 10 | 22 | 39.2 |
| Salma Cruzado                                                       | 0       | 10.95             | General individual (Eliminatorias) | 9.2     | 9.15    | 29.3  | 25                |   |    |    |      |
| Venere Horna                                                        | 9.6     | 10.7              | General individual (Eliminatorias) | 11.3    | 10.9    | 17    | 42.5              |   |    |    |      |
| Ana Méndez                                                          | 10.65   | 0                 | General individual (Eliminatorias) | 0       | 0       | 10.65 | 28                |   |    |    |      |
| María Pérez                                                         | 10.05   | 12.3              | General individual (Eliminatorias) | 10.75   | 10.65   | 43.75 | 13                |   |    |    |      |
| Katherine Aguirre Salma Cruzado Venere Horna Ana Méndez María Pérez | Equipos | 39.35             | 39.25                              | 46.1    | 40.7    | 165.4 | Medalla de bronce |   |    |    |      |

Finales
| Atleta       | Evento             | Puntos | Posición         |
| ------------ | ------------------ | ------ | ---------------- |
| Venere Horna | Viga de equilibrio | 12.6   | Medalla de plata |

Masculino
| Atleta                                                | Evento  | Aparato       | Aparato                            | Aparato | Aparato | Aparato | Aparato | Total  | Posición Final |      |      |       |   |
| ----------------------------------------------------- | ------- | ------------- | ---------------------------------- | ------- | ------- | ------- | ------- | ------ | -------------- | ---- | ---- | ----- | - |
| Atleta                                                | Evento  | Daniel Agüero | General individual (Eliminatorias) | 12.6    | 10.5    | 12.55   | 13      | Total  | Posición Final | 13.6 | 13.1 | 75.35 | 9 |
| Jimmy Figueroa                                        | 8.65    | 10.3          | General individual (Eliminatorias) | 9.85    | 12      | 12.25   | 6.25    | 59.3   | 22             |      |      |       |   |
| Luis Pizarro                                          | 11.04   | 12.05         | General individual (Eliminatorias) | 10.45   | 10.9    | 12.8    | 11.5    | 69.1   | 15             |      |      |       |   |
| Arián Prado                                           | 11.6    | 12.05         | General individual (Eliminatorias) | 12.2    | 11.35   | 10.4    | 11.8    | 69.4   | 14             |      |      |       |   |
| Daniel Agüero Jimmy Figueroa Luis Pizarro Arián Prado | Equipos |               |                                    |         |         |         |         | 273.15 | 4              |      |      |       |   |

Finales
| Atleta        | Evento                | Puntos | Posición         |
| ------------- | --------------------- | ------ | ---------------- |
| Daniel Agüero | Anillas               | 12.53  | 8                |
| Daniel Agüero | Barra fja             | 11.23  | 8                |
| Daniel Agüero | Barras paralelas      | 10.33  | 8                |
| Luis Pizarro  | Caballete con arzones | 12.77  | 6                |
| Arián Prado   | Caballete con arzones | 11.27  | 8                |
| Daniel Agüero | Salto al caballete    | 14.12  | Medalla de plata |

### Gimnasia rítmica
Femenino
| Atleta            | Evento | Clasificación | Clasificación | Final        | Final        |
| Atleta            | Evento | Puntos        | Posición      | Puntos       | Posición     |
| ----------------- | ------ | ------------- | ------------- | ------------ | ------------ |
| Sharon Dávila     | Aro    | 2.95          | 17            | No clasificó | No clasificó |
| Camila Garay      | Aro    | 5.75          | 15            | No clasificó | No clasificó |
| Kimberly Laura    | Aro    | 5.75          | 16            | No clasificó | No clasificó |
| Sharon Dávila     | Balón  | 4.95          | 16            | No clasificó | No clasificó |
| Camila Garay      | Balón  | 5.4           | 15            | No clasificó | No clasificó |
| Camila Garay      | Cinta  | 5.45          | 14            | No clasificó | No clasificó |
| Kimberly Laura    | Cinta  | 4.6           | 15            | No clasificó | No clasificó |
| Carla Corminboeuf | Mazas  | 9.25          | 8             | 8.35         | 8            |
| Camila Garay      | Mazas  | 6.05          | 15            | No clasificó | No clasificó |
| Kimberly Laura    | Mazas  | 3.7           | 16            | No clasificó | No clasificó |

### Gimnasia trampolín
Masculino
| Atleta         | Evento     | Eliminatoria | Eliminatoria | Final  | Final    |
| Atleta         | Evento     | Puntos       | Posición     | Puntos | Posición |
| -------------- | ---------- | ------------ | ------------ | ------ | -------- |
| Boris Zambrano | Individual | 76.68        | 4            | 44.78  | 5        |

### Golf
Masculino
| Atleta         | Evento     | Final   | Final   | Final   | Final   | Final | Final    |
| Atleta         | Evento     | Ronda 1 | Ronda 2 | Ronda 3 | Ronda 4 | Total | Posición |
| -------------- | ---------- | ------- | ------- | ------- | ------- | ----- | -------- |
| Joaquín Lolas  | Individual | 74      | 72      | 72      | 74      | 293   | 9        |
| Patricio Salem | Individual | 70      | 78      | 78      | 70      | 293   | 10       |

### Halterofilia
Femenino
| Atleta         | Evento | Arranque | Arranque         | Envión | Envión            | Total Olímpico | Total Olímpico    |
| Atleta         | Evento | Total    | Posición         | Total  | Posición          | Total          | Posición          |
| -------------- | ------ | -------- | ---------------- | ------ | ----------------- | -------------- | ----------------- |
| Fiorella Cueva | 48 kg  | 68       | 5                | 91     | Medalla de bronce | 159            | 4                 |
| Tessy Sandi    | 53 kg  | 77       | Medalla de plata | 96     | Medalla de bronce | 173            | Medalla de bronce |
| Stefania Silva | 53 kg  | 67       | 4                | 77     | 4                 | 144            | 4                 |
| Shoely Mego    | 58 kg  | 83       | 5                | 108    | 5                 | 191            | 5                 |
| Angie Cárdenas | 63 kg  | 80       | 5                | 103    | Medalla de bronce | 183            | 4                 |
| Eldi Paredes   | 63 kg  | 83       | 4                | 102    | 4                 | 185            | Medalla de bronce |
| Yomara Cajas   | 69 kg  | 78       | 5                | 100    | 5                 | 178            | 5                 |
| Angie Castro   | 90 kg  |          |                  | 105    | 4                 | 105            | 4                 |

Masculino
| Atleta            | Evento  | Arranque | Arranque          | Envión | Envión           | Total Olímpico | Total Olímpico    |
| Atleta            | Evento  | Total    | Posición          | Total  | Posición         | Total          | Posición          |
| ----------------- | ------- | -------- | ----------------- | ------ | ---------------- | -------------- | ----------------- |
| Marcos Rojas      | 56 kg   | 106      | Medalla de plata  | 134    | Medalla de plata | 240            | Medalla de plata  |
| Junior Lahuanampa | 62 kg   | 115      | 5                 | -145   | 6                | DQF            | DQF               |
| Miguel Preciado   | 62 kg   | 112      | 6                 | 147    | 5                | 259            | 5                 |
| Luis Bardalez     | 69 kg   | 123      | 5                 | 160    | 6                | 283            | 5                 |
| Óscar Terrones    | 69 kg   | 130      | Medalla de plata  | 162    | 4                | 292            | Medalla de bronce |
| Óscar Nauting     | 77 kg   | 125      | 8                 | 177    | 5                | 302            | 5                 |
| Alfredo Lander    | 105 kg  | 120      | 4                 | 161    | 4                | 281            | 4                 |
| Hernán Viera      | +105 kg | 150      | Medalla de bronce | 206    | Medalla de plata | 356            | Medalla de bronce |

### Judo
Femenino
| Atleta                                                                               | Evento   | Cuartos de final                                                    | Semifinal                                                           | Repechaje                                                           | Final                                                               | Posición Final    |
| Atleta                                                                               | Evento   | Rival Resultado                                                     | Rival Resultado                                                     | Rival Resultado                                                     | Rival Resultado                                                     | Posición Final    |
| ------------------------------------------------------------------------------------ | -------- | ------------------------------------------------------------------- | ------------------------------------------------------------------- | ------------------------------------------------------------------- | ------------------------------------------------------------------- | ----------------- |
| Lesly Cano                                                                           | 44-48 kg | Nemesis Candelo 1 - 0                                               | Lorena De Jesús 10 - 0                                              | ——————                                                              | Luz Álvarez 0 - 1                                                   | Medalla de plata  |
| Thalía Gamarra                                                                       | 48-52 kg | Yelena Arreaga 10 - 0                                               | Tatiana Lucumi 10 - 0                                               | ——————                                                              | Diana De Jesús 10 - 0                                               | Medalla de oro    |
| Karen Cornejo                                                                        | 52-57 kg | Karen Pérez 10 - 0                                                  | Gisela García 0 - 11                                                | Ana Tirado 0 - 1                                                    | No clasificó                                                        | No clasificó      |
| Ariana Cornejo                                                                       | 57-63 kg | Estefania García 0 - 10                                             | ——————                                                              | Anette Aguilar 0 - 11                                               | No clasificó                                                        | No clasificó      |
| Camila Figueroa                                                                      | 63-70 kg | Yuri Alvear 0 - 10 Zunilda Chávez 0 - 10 Eiraima Silvestre 10 - 0   | Yuri Alvear 0 - 10 Zunilda Chávez 0 - 10 Eiraima Silvestre 10 - 0   | Yuri Alvear 0 - 10 Zunilda Chávez 0 - 10 Eiraima Silvestre 10 - 0   | Yuri Alvear 0 - 10 Zunilda Chávez 0 - 10 Eiraima Silvestre 10 - 0   | Medalla de bronce |
| Mayte Bellota                                                                        | 70-78 kg | Elvismar Rodríguez 0 - 10 Diana Velasco 0 - 10 Vanessa Chalá 0 - 10 | Elvismar Rodríguez 0 - 10 Diana Velasco 0 - 10 Vanessa Chalá 0 - 10 | Elvismar Rodríguez 0 - 10 Diana Velasco 0 - 10 Vanessa Chalá 0 - 10 | Elvismar Rodríguez 0 - 10 Diana Velasco 0 - 10 Vanessa Chalá 0 - 10 | 4                 |
| Mayte Bellota Lesly Cano Ariana Cornejo Karen Cornejo Camila Figueroa Thalía Gamarra | Equipos  | Colombia 110 - 440                                                  | ——————                                                              | Ecuador 220 - 321                                                   | No clasificó                                                        | No clasificó      |

Masculino
| Atleta                                                                            | Evento    | Cuartos de final                                                                    | Semifinal                                                                           | Repechaje                                                                           | Final                                                                               | Posición Final    |
| Atleta                                                                            | Evento    | Rival Resultado                                                                     | Rival Resultado                                                                     | Rival Resultado                                                                     | Rival Resultado                                                                     | Posición Final    |
| --------------------------------------------------------------------------------- | --------- | ----------------------------------------------------------------------------------- | ----------------------------------------------------------------------------------- | ----------------------------------------------------------------------------------- | ----------------------------------------------------------------------------------- | ----------------- |
| Alexander Ramírez                                                                 | 55 kg     | Michael Quiróz 0 - 10                                                               | ——————                                                                              | Eldris Aguiar 11 - 4                                                                | No clasificó                                                                        | Medalla de bronce |
| Dilmer Morocho                                                                    | 55-60 kg  | ——————                                                                              | Jhon Futinico 0 - 2                                                                 | Bernabe Vergara 1 - 0                                                               | No clasificó                                                                        | Medalla de bronce |
| Juan Postigos                                                                     | 60-66 kg  | Rodolfo Rodríguez 10 - 0                                                            | Jorge González 11 - 0                                                               | ——————                                                                              | Juan Pérez 1 - 0                                                                    | Medalla de oro    |
| Humberto Wong                                                                     | 66-73 kg  | ——————                                                                              | Erick Ayabaca 10 - 0                                                                | ——————                                                                              | Sergio Mattey 2 - 1                                                                 | Medalla de oro    |
| Luis Ángeles                                                                      | 73-81 kg  | Edison Vivero 0 - 10 Alexander Borja 0 - 10 Guillermo Rojas 10 - 0 Noel Peña 0 - 10 | Edison Vivero 0 - 10 Alexander Borja 0 - 10 Guillermo Rojas 10 - 0 Noel Peña 0 - 10 | Edison Vivero 0 - 10 Alexander Borja 0 - 10 Guillermo Rojas 10 - 0 Noel Peña 0 - 10 | Edison Vivero 0 - 10 Alexander Borja 0 - 10 Guillermo Rojas 10 - 0 Noel Peña 0 - 10 | Medalla de bronce |
| José Arroyo                                                                       | 81-90 kg  | Edison Mogollón 11 - 1                                                              | Rafael Romo 0 - 10                                                                  | Francisco Balanta 0 - 10                                                            | No clasificó                                                                        |                   |
| Frank Alvarado                                                                    | 90-100 kg | Alejandro Escobar 0 - 10                                                            | ——————                                                                              | José Merlin 0 - 10                                                                  | No clasificó                                                                        | Medalla de bronce |
| Luis Ángeles Frank Alvarado José Arroyo Jesús Mendoza Juan Postigos Humberto Wong | Equipos   | Venezuela 110 - 431                                                                 | ——————                                                                              | Bolivia 550 - 0                                                                     | No clasificó                                                                        | Medalla de bronce |

### Karate
Femenino
| Atleta                                                        | Evento  | Cuartos de final       | Semifinal              | Repechaje              | Final                 | Posición Final    |
| Atleta                                                        | Evento  | Rival Resultado        | Rival Resultado        | Rival Resultado        | Rival Resultado       | Posición Final    |
| ------------------------------------------------------------- | ------- | ---------------------- | ---------------------- | ---------------------- | --------------------- | ----------------- |
| Merly Huamani                                                 | 50 kg   | Leyla Servin 2 - 0     | Paula Ruiz 2 - 4       | Lady García 1 - 0      | No clasificó          | Medalla de bronce |
| María Vindrola                                                | 55 kg   | Bárbara Pérez DQF - 4  | ——————                 | Yennifer Servin DQF    | No clasificó          | Medalla de bronce |
| Alexandra Grande                                              | 61 kg   | Johanna González 5 - 3 | Oriana Rodríguez 5 - 2 | ——————                 | Carolina Videla 3 - 5 | Medalla de plata  |
| Milagros Gamarra                                              | 68 kg   | Karina Pérez 8 - 0     | Lorena Salamanca 3 - 1 | ——————                 | Marianth Cuervo 0 - 5 | Medalla de plata  |
| Isabel Bravo                                                  | +68 kg  | Paola Arias 2 - 0      | Valeria Echever 0 - 4  | Milagros Barreto 2 - 1 | No clasificó          | Medalla de bronce |
| Isabel Bravo Milagros Gamarra Alexandra Grande María Vindrola | Equipos | Chile 2 - 0            | Venezuela 0 - 2        | Panamá 2 - 0           | No clasificó          | Medalla de bronce |
| Ingrid Aranda                                                 | Katas   | Evelin Caballero 5 - 0 | Cristina Orbe 4 - 1    | ——————                 | María Dimitrova 0 - 5 | Medalla de plata  |

Masculino
| Atleta                                                                  | Evento  | Octavos de final    | Cuartos de final          | Semifinal             | Repechaje             | Final           | Posición Final   |
| Atleta                                                                  | Evento  | Rival Resultado     | Rival Resultado           | Rival Resultado       | Rival Resultado       | Rival Resultado | Posición Final   |
| ----------------------------------------------------------------------- | ------- | ------------------- | ------------------------- | --------------------- | --------------------- | --------------- | ---------------- |
| Italo Vindrola                                                          | 60 kg   | Kevin Pazmiño 3 - 2 | Luis De León Hansoku      | No clasificó          | No clasificó          | No clasificó    | No clasificó     |
| José Valdivia                                                           | 67 kg   | ——————              | Luis Triviño 1 - 4        | No clasificó          | No clasificó          | No clasificó    | No clasificó     |
| Joseph Flores                                                           | 75 kg   | ——————              | Esteban Espinoza 0 - 2    | No clasificó          | No clasificó          | No clasificó    | No clasificó     |
| Carlos Mendoza                                                          | 84 kg   | ——————              | ——————                    | Freddy Valera 0 -6    | Jorge Acevedo Hansoku | No clasificó    | No clasificó     |
| Jacques Araca                                                           | +84 kg  | ——————              | Eivind Beltrán 8 - 0      | Herick Granado 0 - 8  | Anel Castillo 1 - 9   | No clasificó    | No clasificó     |
| Jacques Araca Joseph Flores Carlos Mendoza José Valdivia Italo Vindrola | Equipos | Bolivia 1 - 3       | No clasificó              | No clasificó          | No clasificó          | No clasificó    | No clasificó     |
| Mariano Wong                                                            | Katas   | ——————              | Alejandro Maldonado 5 - 0 | David Contreras 2 - 1 | ——————                | Antonio Díaz -  | Medalla de plata |

### Lucha
Femenino
| Atleta            | Evento      | Cuartos de final                                                              | Semifinal                                                                     | Final                                                                         | Posición Final    |
| Atleta            | Evento      | Rival Resultado                                                               | Rival Resultado                                                               | Rival Resultado                                                               | Posición Final    |
| ----------------- | ----------- | ----------------------------------------------------------------------------- | ----------------------------------------------------------------------------- | ----------------------------------------------------------------------------- | ----------------- |
| Thalía Mallqui    | 48 kg libre | Dubraska Rodríguez 3 - 1                                                      | Anny Ramírez 5 - 0                                                            | Jacqueline Mollocana 3 - 1                                                    | Medalla de oro    |
| Nadia Trujillanos | 53 kg libre | Betzabeth Argüello 0 - 4 Luisa Valverde 0 - 4 Carolina Castillo 0 - 4         | Betzabeth Argüello 0 - 4 Luisa Valverde 0 - 4 Carolina Castillo 0 - 4         | Betzabeth Argüello 0 - 4 Luisa Valverde 0 - 4 Carolina Castillo 0 - 4         | 4                 |
| Jessica Olivares  | 58 kg libre | Aguis Rivas 1 - 3                                                             | No clasificó                                                                  | No clasificó                                                                  | No clasificó      |
| Yanet Sovero      | 63 kg libre | ——————                                                                        | Nathaly Griman 1 - 3                                                          | No clasificó                                                                  | Medalla de bronce |
| Diana Cruz        | 69 kg libre | María Acosta 3 - 1 Carix Ramírez 4 - 0 Edna Arboleda 3 - 1 Karla Campos 0 - 4 | María Acosta 3 - 1 Carix Ramírez 4 - 0 Edna Arboleda 3 - 1 Karla Campos 0 - 4 | María Acosta 3 - 1 Carix Ramírez 4 - 0 Edna Arboleda 3 - 1 Karla Campos 0 - 4 | Medalla de oro    |
| Nardita Manuyama  | 75 kg libre | Lesly Arce 0 - 4 Soleymi Caraballo 0 - 4 Andrea Olaya 0 - 4                   | Lesly Arce 0 - 4 Soleymi Caraballo 0 - 4 Andrea Olaya 0 - 4                   | Lesly Arce 0 - 4 Soleymi Caraballo 0 - 4 Andrea Olaya 0 - 4                   | 4                 |

Masculino
| Atleta              | Evento              | Cuartos de final                                                           | Semifinal                                                                  | Repechaje                                                                  | Final                                                                      | Posición Final    |
| Atleta              | Evento              | Rival Resultado                                                            | Rival Resultado                                                            | Rival Resultado                                                            | Rival Resultado                                                            | Posición Final    |
| ------------------- | ------------------- | -------------------------------------------------------------------------- | -------------------------------------------------------------------------- | -------------------------------------------------------------------------- | -------------------------------------------------------------------------- | ----------------- |
| Ricardo Mallqui     | 57 kg libre         | Óscar Calvopiña 1 - 4                                                      | No clasificó                                                               | No clasificó                                                               | No clasificó                                                               | No clasificó      |
| Sixto Auccapiña     | 65 kg libre         | Anthony Montero 1 - 3                                                      | No clasificó                                                               | No clasificó                                                               | No clasificó                                                               | No clasificó      |
| José Santos         | 74 kg libre         | Juan Peralta 1 - 3                                                         | No clasificó                                                               | No clasificó                                                               | No clasificó                                                               | No clasificó      |
| Pool Ambrocio       | 86 kg libre         | Luis Villagómez 3 - 0                                                      | Carlos Izquierdo 1 - 3                                                     | José Santos 0 - 4                                                          | No clasificó                                                               | Medalla de bronce |
| Ronald Valverde     | 97 kg libre         | José Díaz 0 - 4 Juan Martínez 0 - 4 Luis Pérez - Christian Alquinga 1 - 3  | José Díaz 0 - 4 Juan Martínez 0 - 4 Luis Pérez - Christian Alquinga 1 - 3  | José Díaz 0 - 4 Juan Martínez 0 - 4 Luis Pérez - Christian Alquinga 1 - 3  | José Díaz 0 - 4 Juan Martínez 0 - 4 Luis Pérez - Christian Alquinga 1 - 3  | 5                 |
| Manuel Huamán       | 125 kg libre        | José Félix 0 - 5                                                           | No clasificó                                                               | No clasificó                                                               | No clasificó                                                               | No clasificó      |
| Jorge Mallqui       | 59 kg grecorromana  | Jancel Pimentel 1 - 3                                                      | No clasificó                                                               | No clasificó                                                               | No clasificó                                                               | No clasificó      |
| Mario Molina        | 66 kg grecorromana  | ——————                                                                     | Luis De León 1 - 3                                                         | No clasificó                                                               | No clasificó                                                               | Medalla de bronce |
| Renzo García        | 75 kg grecorromana  | Johan Batista 0 - 4                                                        | No clasificó                                                               | No clasificó                                                               | No clasificó                                                               | No clasificó      |
| Ricardo Cárdenas    | 85 kg grecorromana  | Yorgen Cova 1 - 3 Carlos Adames 0 - 4 Carlos Muñ0z 1 - 3 José Moreno 4 - 0 | Yorgen Cova 1 - 3 Carlos Adames 0 - 4 Carlos Muñ0z 1 - 3 José Moreno 4 - 0 | Yorgen Cova 1 - 3 Carlos Adames 0 - 4 Carlos Muñ0z 1 - 3 José Moreno 4 - 0 | Yorgen Cova 1 - 3 Carlos Adames 0 - 4 Carlos Muñ0z 1 - 3 José Moreno 4 - 0 | Medalla de bronce |
| Li Herbert Castillo | 98 kg grecorromana  | Óscar Loango 1 - 4                                                         | ——————                                                                     | Aparicio Kempton 0 - 4                                                     | No clasificó                                                               | No clasificó      |
| Marcelo Medina      | 130 kg grecorromana | Erwin Caraballo 0 - 4                                                      | ——————                                                                     | Andrés Ayub 0 - 5                                                          | No clasificó                                                               | No clasificó      |

### Nado sincronizado
| Equipo | Evento                 | Rutina Técnica | Rutina Técnica | Rutina Libre | Rutina Libre | Total | Posición Final    |
| Equipo | Evento                 | Puntos         | Posición       | Puntos       | Posición     | Total | Posición Final    |
| --- | ---------------------- | -------------- | -------------- | ------------ | ------------ | ----- | ----------------- |
| Valeria Romero | Solo                   | 68.38          | 4              | 47.33        | 4            | 67.38 | 4                 |
| Ana Espinoza Cielomar Romero | Duetos                 | 65.83          | 4              | 68.4         | 4            | 47.6  | 4                 |
| Lucía Albán Ana Espinoza María García María López Carla Morales Tania Patiño Sandy Quiróz Karen Rolando Cielomar Romero Valeria Romero | Equipos                | 62.48          | 3              | 68.9         | 3            | 62.48 | Medalla de bronce |
| Lucía Albán Ana Espinoza María García María López Carla Morales Tania Patiño Sandy Quiróz Karen Rolando Cielomar Romero Valeria Romero | Rutina libre combinada | ——————         | ——————         | 68.23        | 3            | 68.23 | Medalla de bronce |

### Natación
Femenino
| Atleta                                                       | Evento                          | Eliminatoria  | Eliminatoria  | Final         | Final             |
| Atleta                                                       | Evento                          | Tiempo        | Posición      | Tiempo        | Posición          |
| ------------------------------------------------------------ | ------------------------------- | ------------- | ------------- | ------------- | ----------------- |
| McKenna De Bever                                             | 50 metros libre                 | 27.65         | 4             | No clasificó  | No clasificó      |
| Andrea Hurtado                                               | 50 metros libre                 | 28.81         | 7             | No clasificó  | No clasificó      |
| McKenna De Bever                                             | 100 metros espalda              | 01:06.33      | 3             | 01:05.29      | 5                 |
| Andrea Hurtado                                               | 100 metros espalda              | 01:06.07      | 2             | 01:05.65      | 6                 |
| Jessica Cattaneo                                             | 100 metros libre                | 57.51         | 1             | 56.70         | Medalla de bronce |
| McKenna De Bever                                             | 100 metros libre                | 58.08         | 2             | 57.37         | 5                 |
| Azra Avdic                                                   | 100 metros mariposa             | 01:02.54      | 3             | 01:02.36      | 6                 |
| McKenna De Bever                                             | 100 metros mariposa             | 01:03.77      | 3             | 01:02.77      | 7                 |
| Paula Tamashiro                                              | 100 metros pecho                | ————————      | ————————      | 01:12.78      | 4                 |
| McKenna De Bever                                             | 200 metros combinado individual | 02:20.40      | 1             | 02:18.00      | Medalla de oro    |
| Andrea Hurtado                                               | 200 metros combinado individual | DQF           | DQF           | DQF           | DQF               |
| McKenna De Bever                                             | 200 metros espalda              | 02:28.61      | 4             | No clasificó  | No clasificó      |
| Andrea Hurtado                                               | 200 metros espalda              | 02:23.13      | 2             | 02:17.67      | Medalla de oro    |
| Jessica Cattaneo                                             | 200 metros libre                | 02:04.57      | 1             | 02:02.57      | Medalla de oro    |
| McKenna De Bever                                             | 200 metros libre                | 02:07.78      | 4             | No clasificó  | No clasificó      |
| Azra Avdic                                                   | 200 metros mariposa             | ————————      | ————————      | 02:16.02      | Medalla de plata  |
| Silvana Cabrera                                              | 200 metros mariposa             | ————————————— | ————————————— | ————————————— | —————————————     |
| Paula Tamashiro                                              | 200 metros pecho                | ————————      | ————————      | 02:36.92      | Medalla de plata  |
| Azra Avdic                                                   | 400 metros combinado individual | ————————      | ————————      | 04:55.72      | Medalla de oro    |
| Andrea Hurtado                                               | 400 metros combinado individual | ————————      | ————————      | 05:05.67      | 5                 |
| Samantha Bello                                               | 400 metros libre                | 04:26.23      | 3             | 04:22.27      | 5                 |
| Jessica Cattaneo                                             | 400 metros libre                | 04:22.46      | 4             | 04:18.04      | 4                 |
| Samantha Bello                                               | 800 metros libre                | ————————      | ————————      | 09:03.70      | 6                 |
| María Bramont                                                | 800 metros libre                | ————————      | ————————      | 08:54.86      | 4                 |
| Azra Avdic Jessica Cattaneo McKenna De Bever Paula Tamashiro | Relevo 4 x 100 metros combinado | ————————      | ————————      | 04:19.48      | Medalla de bronce |
| Azra Avdic Jessica Cattaneo McKenna De Bever Andrea Hurtado  | Relevo 4 x 100 metros libre     | ————————      | ————————      | 03:52.17      | Medalla de bronce |
| Azra Avdic Jessica Cattaneo McKenna De Bever Andrea Hurtado  | Relevo 4x200 metros libre       | ————————      | ————————      | 08:19.86      | Medalla de oro    |

Masculino
| Atleta                                                            | Evento                          | Eliminatoria  | Eliminatoria  | Final         | Final         |               |
| Atleta                                                            | Evento                          | Tiempo        | Posición      | Tiempo        | Posición      |               |
| ----------------------------------------------------------------- | ------------------------------- | ------------- | ------------- | ------------- | ------------- | ------------- |
| Sebastián Arispe                                                  | 50 metros libre                 | 23.41         | 3             | 23.08         | 6             |               |
| Miguel Zavaleta                                                   | 50 metros libre                 | 24.59         | 7             | No clasificó  | No clasificó  |               |
| Carlos Cobos                                                      | 100 metros espalda              | 59.23         | 3             | 59.37         | 6             |               |
| José Neumann                                                      | 100 metros espalda              | 58.87         | 3             | 01:00.11      | 8             |               |
| Sebastián Arispe                                                  | 100 metros libre                | 52.26         | 3             | 51.86         | 6             |               |
| Miguel Zavaleta                                                   | 100 metros libre                | 53.54         | 4             | No clasificó  | No clasificó  |               |
| Miguel Castillo                                                   | 100 metros pecho                | 01:08.10      | 5             | No clasificó  | No clasificó  |               |
| Gustavo Gutiérrez                                                 | 200 metros combinado individual | 02:14.26      | 5             | No clasificó  | No clasificó  |               |
| José Neumann                                                      | 200 metros espalda              | 02:13.57      | 2             | 02:08.78      | 4             |               |
| Gaetano Zapata                                                    | 200 metros espalda              | 02:13.92      | 3             | 02:11.25      | 5             |               |
| Sebastián Arispe                                                  | 200 metros libre                | ————————————— | ————————————— | ————————————— | ————————————— | ————————————— |
| Joaquín Vargas                                                    | 200 metros libre                | 01:57.03      | 3             | 01:55.28      | 7             |               |
| Gustavo Gutiérrez                                                 | 200 metros mariposa             | 02:07.66      | 1             | 02:05.61      | 7             |               |
| Miguel Castillo                                                   | 200 metros pecho                | 02:26.51      | 4             | 02:27.10      | 7             |               |
| Gustavo Gutiérrez                                                 | 400 metros combinado individual | 04:38.16      | 4             | 04:41.07      | 6             |               |
| Gustavo Gutiérrez                                                 | 400 metros libre                | ————————————— | ————————————— | ————————————— | ————————————— |               |
| Joaquín Vargas                                                    | 400 metros libre                | 04:11.61      | 3             | 04:07.66      | 7             |               |
| Gustavo Gutiérrez                                                 | 1500 metros libre               | ————————      | ————————      | 16:17.88      | 4             |               |
| Sebastián Arispe Miguel Castillo Gustavo Gutiérrez José Neumann   | Relevo 4 x 100 metros combinado | ————————————— | ————————————— | ————————————— | ————————————— |               |
| Sebastián Arispe Gustavo Gutiérrez Joaquín Vargas Miguel Zavaleta | Relevo 4 x 100 metros libre     | ————————      | ————————      | 03:35.03      | 6             |               |
| Sebastián Arispe Gustavo Gutiérrez José Neumann Joaquín Vargas    | Relevo 4x200 metros libre       | ————————      | ————————      | 07:53.10      | 4             |               |

Mixto
| Atleta                                                             | Evento                          | Eliminatoria  | Eliminatoria  | Final         | Final         |
| Atleta                                                             | Evento                          | Tiempo        | Posición      | Tiempo        | Posición      |
| ------------------------------------------------------------------ | ------------------------------- | ------------- | ------------- | ------------- | ------------- |
| Sebastián Arispe Miguel Castillo McKenna De Bever Andrea Hurtado   | Relevo 4 x 100 metros combinado | ————————      | ————————      | 04:05.95      | 4             |
| Sebastián Arispe Jessica Cattaneo McKenna De Bever Miguel Zavaleta | Relevo 4 x 100 metros libre     | ————————————— | ————————————— | ————————————— | ————————————— |

### Natación en aguas abiertas
Femenino
| Atleta        | Evento       | Tiempo      | Posición         |
| ------------- | ------------ | ----------- | ---------------- |
| María Bramont | 5000 metros  | 08:21.01    | 4                |
| María Bramont | 10000 metros | 2h 21:57.35 | Medalla de plata |

Masculino
| Atleta            | Evento       | Tiempo      | Posición |
| ----------------- | ------------ | ----------- | -------- |
| Piero Canduelas   | 5000 metros  | 03:49.45    | 6        |
| Gustavo Gutiérrez | 5000 metros  | DNF         | DNF      |
| Piero Canduelas   | 10000 metros | 2h 16:16.16 | 7        |
| Gustavo Gutiérrez | 10000 metros | DNF         | DNF      |

### Raquetbol
Masculino
| Atleta                                       | Evento     | Eliminatorias                                                  | Octavos de final       | Cuartos de final | Semifinal       | Final           |
| Atleta                                       | Evento     | Rival Resultado                                                | Rival Resultado        | Rival Resultado  | Rival Resultado | Rival Resultado |
| -------------------------------------------- | ---------- | -------------------------------------------------------------- | ---------------------- | ---------------- | --------------- | --------------- |
| Sebastián Mendiguri                          | Individual | Ramón De León 0 - 2 Carlos Keller 0 - 2 Edwin Galicia 0 - 2    | Mario Mercado 0 - 2    | No clasificó     | No clasificó    | No clasificó    |
| José Ponce                                   | Individual | Luis Pérez 2 - 0 Conrrado Moscoso 0 - 2 Juan Salvatierra 0 - 2 | Sebastián Franco 0 - 2 | No clasificó     | No clasificó    | No clasificó    |
| Óscar Carrión José Ponce                     | Dobles     | Colombia 0 - 2 República Dominicana 0 - 2 Bolivia 2 - W        | —————                  | Ecuador 0 - 2    | No clasificó    | No clasificó    |
| Óscar Carrión Sebastián Mendiguri José Ponce | Equipos    | -                                                              | -                      | -                | -               | -               |

### Remo
Femenino
| Atleta                                                          | Evento      | Final    | Final             |
| Atleta                                                          | Evento      | Tiempo   | Posición          |
| --------------------------------------------------------------- | ----------- | -------- | ----------------- |
| Camila Valle                                                    | 1X LW Skiff | 4:18.498 | Medalla de bronce |
| Alexandra Castro                                                | 1X W Skiff  | 4:09.89  | 4                 |
| Camila Valle Pamela Noya                                        | 2X LW       | 3:44.49  | Medalla de bronce |
| Alexandra Castro Shantall Zegarra                               | 2X W        |          | 4                 |
| Camila Valle María Brigneti Pamela Noya Shantall Zegarra        | 4X LW       | 3:30.94  | Medalla de plata  |
| Alexandra Castro Arantza Fernández Pamela Noya Shantall Zegarra | 4X W        | 3:43.64  | Medalla de plata  |

Masculino
| Atleta                                                        | Evento      | Eliminatoria | Eliminatoria | Final   | Final             |
| Atleta                                                        | Evento      | Tiempo       | Posición     | Tiempo  | Posición          |
| ------------------------------------------------------------- | ----------- | ------------ | ------------ | ------- | ----------------- |
| Renzo León                                                    | 1X LM Skiff | 3:42.911     | 1            | 3:33.89 | Medalla de plata  |
| Ángel Sosa                                                    | 1X M Skiff  | 3:46.234     | 1            | 4:05.79 | 6                 |
| Gianfranco Colmenares Johann Hamann                           | 2X LM       | ——————————   | ——————————   | 3:29.59 | 4                 |
| Eduardo Linares Álvaro Torres                                 | 2X M        |              | 1            | 3:20.80 | Medalla de bronce |
| Renzo Brigneti Gianfranco Colmenares Johann Hamann Renzo León | 4X LM       | ——————————   | ——————————   | 3:26.65 | Medalla de bronce |
| Ángel Battons Gonzalo Del Solar Eduardo Linares Álvaro Torres | 4X M        | ——————————   | ——————————   | 2:57.37 | Medalla de oro    |

### Rugby 7
Femenino
| Equipo | Evento          | Eliminatoria      | Eliminatoria | Semifinal       | Final           | Posición Final    |
| Equipo | Evento          | Rival Resultado   | Posición     | Rival Resultado | Rival Resultado | Posición Final    |
| --- | --------------- | ----------------- | ------------ | --------------- | --------------- | ----------------- |
| Natalia Correa María Domínguez Michelle Flores Raysa Gonzáles Lucy Granda Andrea Masías Beatriz Orcotoma Allison Pereyra Rosemary Quesada Lieneke Ratto Melissa Vargas Karoline Vergara | Torneo femenino | Paraguay 21 - 15  | 2            | Paraguay 0 - 30 | No clasificó    | Medalla de bronce |
| Natalia Correa María Domínguez Michelle Flores Raysa Gonzáles Lucy Granda Andrea Masías Beatriz Orcotoma Allison Pereyra Rosemary Quesada Lieneke Ratto Melissa Vargas Karoline Vergara | Torneo femenino | Colombia 0 - 38   | 2            | Paraguay 0 - 30 | No clasificó    | Medalla de bronce |
| Natalia Correa María Domínguez Michelle Flores Raysa Gonzáles Lucy Granda Andrea Masías Beatriz Orcotoma Allison Pereyra Rosemary Quesada Lieneke Ratto Melissa Vargas Karoline Vergara | Torneo femenino | Venezuela 14 - 12 | 2            | Paraguay 0 - 30 | No clasificó    | Medalla de bronce |

Masculino
| Equipo | Evento           | Eliminatoria     | Eliminatoria | Semifinal       | Final           | Posición Final |
| Equipo | Evento           | Rival Resultado  | Posición     | Rival Resultado | Rival Resultado | Posición Final |
| --- | ---------------- | ---------------- | ------------ | --------------- | --------------- | -------------- |
| Isaías Aysanoa Lucas Barrio Jonathan Bauza Sebastián Del Mastro Renato Lecca Giovanni Lescano Diego Medina Luis Monier Diego Suárez Joaquín Tello José Urrutia Humberto Zanabria | Torneo masculino | Colombia 0 - 47  | 3            | No clasificó    | No clasificó    | 5              |
| Isaías Aysanoa Lucas Barrio Jonathan Bauza Sebastián Del Mastro Renato Lecca Giovanni Lescano Diego Medina Luis Monier Diego Suárez Joaquín Tello José Urrutia Humberto Zanabria | Torneo masculino | Chile 0 - 40     | 3            | No clasificó    | No clasificó    | 5              |
| Isaías Aysanoa Lucas Barrio Jonathan Bauza Sebastián Del Mastro Renato Lecca Giovanni Lescano Diego Medina Luis Monier Diego Suárez Joaquín Tello José Urrutia Humberto Zanabria | Torneo masculino | Paraguay 20 - 12 | 3            | No clasificó    | No clasificó    | 5              |
| Isaías Aysanoa Lucas Barrio Jonathan Bauza Sebastián Del Mastro Renato Lecca Giovanni Lescano Diego Medina Luis Monier Diego Suárez Joaquín Tello José Urrutia Humberto Zanabria | Torneo masculino | Venezuela 0 - 19 | 3            | No clasificó    | No clasificó    | 5              |

### Sóftbol
Femenino
| Equipo | Evento          | Eliminatoria    | Eliminatoria | Semifinal       | Final           | Posición Final |
| Equipo | Evento          | Rival Resultado | Posición     | Rival Resultado | Rival Resultado | Posición Final |
| --- | --------------- | --------------- | ------------ | --------------- | --------------- | -------------- |
| Alessandra Alvarado Vianca Dagnino Pamela Hirakata Brenda Iparraguirre Michelle Iparraguirre Alessandra La Puente Andrea Martínez Emma Medina María Ocrospoma Daniela Osaki Stephanie Oshiro Maddison Pacione Betsey Ramos Thais Uyema Keyla Valdivieso Alejandra Vivar Annie Yokoyama | Torneo femenino | Panamá 0 - 7    | 4            | Panamá 6 - 7    | No clasificó    | 4              |
| Alessandra Alvarado Vianca Dagnino Pamela Hirakata Brenda Iparraguirre Michelle Iparraguirre Alessandra La Puente Andrea Martínez Emma Medina María Ocrospoma Daniela Osaki Stephanie Oshiro Maddison Pacione Betsey Ramos Thais Uyema Keyla Valdivieso Alejandra Vivar Annie Yokoyama | Torneo femenino | Colombia 0 - 8  | 4            | Panamá 6 - 7    | No clasificó    | 4              |
| Alessandra Alvarado Vianca Dagnino Pamela Hirakata Brenda Iparraguirre Michelle Iparraguirre Alessandra La Puente Andrea Martínez Emma Medina María Ocrospoma Daniela Osaki Stephanie Oshiro Maddison Pacione Betsey Ramos Thais Uyema Keyla Valdivieso Alejandra Vivar Annie Yokoyama | Torneo femenino | Venezuela 0 - 7 | 4            | Panamá 6 - 7    | No clasificó    | 4              |
| Alessandra Alvarado Vianca Dagnino Pamela Hirakata Brenda Iparraguirre Michelle Iparraguirre Alessandra La Puente Andrea Martínez Emma Medina María Ocrospoma Daniela Osaki Stephanie Oshiro Maddison Pacione Betsey Ramos Thais Uyema Keyla Valdivieso Alejandra Vivar Annie Yokoyama | Torneo femenino | Bolivia 16 - 3  | 4            | Panamá 6 - 7    | No clasificó    | 4              |

### Squash
Femenino
| Atleta                                                  | Evento     | Octavos de final               | Cuartos de final               | Semifinal       | Final           | Posición Final    |
| Atleta                                                  | Evento     | Rival Resultado                | Rival Resultado                | Rival Resultado | Rival Resultado | Posición Final    |
| ------------------------------------------------------- | ---------- | ------------------------------ | ------------------------------ | --------------- | --------------- | ----------------- |
| María Paz                                               | Individual | María Pinot 3 - 0              | Laura Tovar 0 - 3              | No clasificó    | No clasificó    | No clasificó      |
| Claudia Suárez                                          | Individual | Winifer Bonilla 0 - 3          | No clasificó                   | No clasificó    | No clasificó    | No clasificó      |
| María Paz Claudia Suárez                                | Dobles     | Guatemala 1 - 2                | No clasificó                   | No clasificó    | No clasificó    | No clasificó      |
| María Hermosa María Paz Ximena Rodríguez Claudia Suárez | Equipos    | Colombia 0 - 3 Guatemala 2 - 1 | Colombia 0 - 3 Guatemala 2 - 1 | Chile 0 - 4     | No clasificó    | Medalla de bronce |

Masculino
| Atleta                                                  | Evento     | Octavos de final                             | Cuartos de final                             | Semifinal                                    | Final                                        | Posición Final   |
| Atleta                                                  | Evento     | Rival Resultado                              | Rival Resultado                              | Rival Resultado                              | Rival Resultado                              | Posición Final   |
| ------------------------------------------------------- | ---------- | -------------------------------------------- | -------------------------------------------- | -------------------------------------------- | -------------------------------------------- | ---------------- |
| Diego Elías                                             | Individual | Álvaro Buenaño 3 - 0                         | Edwin Enríquez 3 - 0                         | Jaime Pinto 2 - 0                            | Miguel Rodríguez 1 - 3                       | Medalla de plata |
| Alonso Escudero                                         | Individual | Gabriel Torrez 3 - 0                         | Jaime Pinto 2 - 3                            | No clasificó                                 | No clasificó                                 | No clasificó     |
| Diego Elías Alonso Escudero                             | Dobles     | Guatemala 2 - 1 Ecuador 2 - 0 Colombia 2 - 0 | Guatemala 2 - 1 Ecuador 2 - 0 Colombia 2 - 0 | Guatemala 2 - 1 Ecuador 2 - 0 Colombia 2 - 0 | Guatemala 2 - 1 Ecuador 2 - 0 Colombia 2 - 0 | Medalla de oro   |
| Andrés Duanny Diego Elías Alonso Escudero Álvaro García | Equipos    | Panamá 3 - 0 Ecuador 3 - 0                   | Panamá 3 - 0 Ecuador 3 - 0                   | Chile 2 - 1                                  | Colombia 1 - 2                               | Medalla de plata |

Mixto
| Atleta                      | Evento        | Octavos de final | Cuartos de final | Semifinal       | Final           |
| Atleta                      | Evento        | Rival Resultado  | Rival Resultado  | Rival Resultado | Rival Resultado |
| --------------------------- | ------------- | ---------------- | ---------------- | --------------- | --------------- |
| Álvaro García María Hermosa | Dobles mixtos | Paraguay 1 - 2   | No clasificó     | No clasificó    | No clasificó    |

### Taekwondo
Femenino
| Atleta               | Evento   | Cuartos de final           | Semifinal              | Final                  | Posición Final    |
| Atleta               | Evento   | Rival Resultado            | Rival Resultado        | Rival Resultado        | Posición Final    |
| -------------------- | -------- | -------------------------- | ---------------------- | ---------------------- | ----------------- |
| Katherine Calderón   | -46 kg   | —————                      | Virginia Dellan 2 - 32 | No clasificó           | Medalla de bronce |
| Julissa Diez Canseco | 46-49 kg | Candelaria Martes 8 - 5    | Noris Borges 9 - 8     | Ibeth Rodríguez 9 - 12 | Medalla de plata  |
| Elizabeth Alvarado   | 49-53 kg | Andrea Hernández 21 - 5    | Francisca Ríos 5 - 18  | No clasificó           | Medalla de bronce |
| Camila Cáceres       | 53-57 kg | Virginia Salazar 3 - 4     | No clasificó           | No clasificó           | No clasificó      |
| Aittana Moya         | 57-62 kg | Christina Luzuriaga 15 - 2 | Alba Gómez 20 - 24     | No clasificó           | Medalla de bronce |
| Diana Chirinos       | 62-67 kg | —————                      | Katherine Dumar 1 - 22 | No clasificó           | Medalla de bronce |
| Marcela Castillo     | Poomsae  | ———————————————            | ———————————————        | Puntos 8.43            | Medalla de oro    |

Masculino
| Atleta            | Evento   | Cuartos de final        | Semifinal                | Final                       | Posición Final    |
| Atleta            | Evento   | Rival Resultado         | Rival Resultado          | Rival Resultado             | Posición Final    |
| ----------------- | -------- | ----------------------- | ------------------------ | --------------------------- | ----------------- |
| Backer Barreto    | -54 kg   | Edward Espinoza 18 - 7  | Cleiver Olaizola 9 - 7   | Harold Avella 24 - 13       | Medalla de oro    |
| Luis Oblitas      | 54-58 kg | Anriger La Rosa 12 - 11 | Jorge Ramos 26 - 22      | Jefferson Ochoa 21 - Faltas | Medalla de oro    |
| Braulio León      | 58-63 kg | Víctor Gonzáles 10 - 1  | Leyner Congo 23 - 7      | Sebastián Navea 5 - 7       | Medalla de plata  |
| Alexander Ortiz   | 63-68 kg | —————                   | Wilkin Heredia 25 - 11   | Miguel Trejos 1 - 7         | Medalla de plata  |
| Carlos Kroll      | 80-87 kg | —————                   | Moisés Molinares 11 - 28 | No clasificó                | Medalla de bronce |
| Hugo Del Castillo | Poomsae  | ———————————————         | ———————————————          | Puntos 8.4                  | Medalla de plata  |

### Tenis
Femenino
| Atleta                                              | Evento           | Octavos de final      | Cuartos de final   | Semifinal       | Final           | Posición Final   |
| Atleta                                              | Evento           | Rival Resultado       | Rival Resultado    | Rival Resultado | Rival Resultado | Posición Final   |
| --------------------------------------------------- | ---------------- | --------------------- | ------------------ | --------------- | --------------- | ---------------- |
| Dana Guzmán                                         | Singles          | María Osorio 0 - 2    | No clasificó       | No clasificó    | No clasificó    | No clasificó     |
| Anastasia Iamachkine                                | Singles          | Noelia Zeballos 0 - 2 | No clasificó       | No clasificó    | No clasificó    | No clasificó     |
| Dominique Schaefer                                  | Singles          | Marie Casares 2 - 0   | María Herazo 2 - 1 | No clasificó    | No clasificó    | No clasificó     |
| Anastasia Iamachkine Dominique Schaefer             | Dobles           | ——————                | Venezuela 2 - 1    | Colombia 0 - W  | Chile 0 - 2     | Medalla de plata |
| Dana Guzmán Anastasia Iamachkine Dominique Schaefer | Copa de Naciones | ——————                | Paraguay 2 - W     | No clasificó    | No clasificó    | No clasificó     |

Masculino
| Atleta                                 | Evento           | Dieciseisavos de final | Octavos de final    | Cuartos de final | Semifinal       | Final           |
| Atleta                                 | Evento           | Rival Resultado        | Rival Resultado     | Rival Resultado  | Rival Resultado | Rival Resultado |
| -------------------------------------- | ---------------- | ---------------------- | ------------------- | ---------------- | --------------- | --------------- |
| Christopher Li                         | Singles          | Diego Quiróz 0 - 2     | No clasificó        | No clasificó     | No clasificó    | No clasificó    |
| Mateo Meléndez                         | Singles          | ——————                 | Bastián Malla 0 - 2 | No clasificó     | No clasificó    | No clasificó    |
| Juan Rojas                             | Singles          | José Gómez 0 - 2       | No clasificó        | No clasificó     | No clasificó    | No clasificó    |
| Christopher Li Mateo Meléndez          | Dobles           | ——————                 | ——————              | Colombia 2 - 0   | No clasificó    | No clasificó    |
| Christopher Li Juan Rojas Mateo Vereau | Copa de Naciones | ——————                 | ——————              | Paraguay 1 - 2   | No clasificó    | No clasificó    |

Mixto
| Atleta                 | Evento        | Cuartos de final | Semifinal       | Final           |
| Atleta                 | Evento        | Rival Resultado  | Rival Resultado | Rival Resultado |
| ---------------------- | ------------- | ---------------- | --------------- | --------------- |
| Dana Guzmán Juan Rojas | Dobles mixtos | Paraguay 0 - 2   | No clasificó    | No clasificó    |

### Tenis de mesa
Femenino
| Atleta                                            | Evento     | Grupos                                                            | Octavos de final                                     | Cuartos de final                                     | Semifinal                                            | Final                                      | Posición Final |
| Atleta                                            | Evento     | Rival Resultado                                                   | Rival Resultado                                      | Rival Resultado                                      | Rival Resultado                                      | Rival Resultado                            | Posición Final |
| ------------------------------------------------- | ---------- | ----------------------------------------------------------------- | ---------------------------------------------------- | ---------------------------------------------------- | ---------------------------------------------------- | ------------------------------------------ | -------------- |
| Ángela Mori                                       | Individual | Carolina Vedia 3 - 0 Andrea Estrada 3 - 0 Manuela Echeverry 3 - 0 | Lucía Cordero 0 - 3                                  | No clasificó                                         | No clasificó                                         | No clasificó                               | No clasificó   |
| Paola Mori                                        | Individual | María Vega 0 - 3 Nathaly Paredes 0 - 3 Gremlis Árvelo 3 - W       | No clasificó                                         | No clasificó                                         | No clasificó                                         | No clasificó                               | No clasificó   |
| Kelly Santur                                      | Individual | Cristal Meneses 2 - 3 Megan Rocha 3 - 0 Luisa Zuluaga 0 - 3       | No clasificó                                         | No clasificó                                         | No clasificó                                         | No clasificó                               | No clasificó   |
| Gabriela Soto                                     | Individual | Mabelyn Enríquez 3 - 2 Andrea Cotez 3 - 0 Daniela Ortega 2 - 3    | Eva Brito 0 - 3                                      | No clasificó                                         | No clasificó                                         | No clasificó                               | No clasificó   |
| Ángela Mori Gabriela Soto                         | Dobles     | ——————                                                            | Ecuador 3 - 1                                        | Venezuela 1 - 3                                      | No clasificó                                         | No clasificó                               | No clasificó   |
| Paola Mori Kelly Santur                           | Dobles     | ——————                                                            | Ecuador 1 - 3                                        | No clasificó                                         | No clasificó                                         | No clasificó                               | No clasificó   |
| Ángela Mori Paola Mori Kelly Santur Gabriela Soto | Equipos    | Bolivia 3 - 0 Chile 0 - 3 República Dominicana 1 - 3              | Bolivia 3 - 0 Chile 0 - 3 República Dominicana 1 - 3 | Bolivia 3 - 0 Chile 0 - 3 República Dominicana 1 - 3 | Bolivia 3 - 0 Chile 0 - 3 República Dominicana 1 - 3 | 5 y 8 Puesto Ecuador 3 - 2 Guatemala 1 - 3 | 6              |

Masculino
| Atleta                                                   | Evento     | Grupos                                                          | Octavos de final                         | Cuartos de final                         | Semifinal                                | Final                         | Posición Final    |
| Atleta                                                   | Evento     | Rival Resultado                                                 | Rival Resultado                          | Rival Resultado                          | Rival Resultado                          | Rival Resultado               | Posición Final    |
| -------------------------------------------------------- | ---------- | --------------------------------------------------------------- | ---------------------------------------- | ---------------------------------------- | ---------------------------------------- | ----------------------------- | ----------------- |
| Andree Blas                                              | Individual | Andrés Hernríquez 3 - 0 Héctor Gatica 3 - 2 José Miranda 3 - 0  | Alberto Miño 0 - 3                       | No clasificó                             | No clasificó                             | No clasificó                  | No clasificó      |
| Felipe Duffoo                                            | Individual | Joaquín Villegas 0 - 3 José Lizarazu 1 - 3 Darío Toranzos 0 - 3 | No clasificó                             | No clasificó                             | No clasificó                             | No clasificó                  | No clasificó      |
| Rodrigo García                                           | Individual | Isaac Vila 3 - 2 Alberto Miño 0 - 3                             | Emiliano Riofrio 3 - 2                   | Jonathan Salazar 3 - 2                   | Diego Rodríguez 0 - 4                    | No clasificó                  | Medalla de bronce |
| Diego Rodríguez                                          | Individual | Samuel Gálvez 3 - 0 Rodrigo Morales 3 - 0 Jhon Espinoza 3 - 1   | Cecilio Correa 3 - 0                     | Víctor Aguirre 3 - 1                     | Rodrigo García 4 - 0                     | Alberto Miño 1 - 4            | Medalla de plata  |
| Felipe Duffoo Diego Rodríguez                            | Dobles     | ——————                                                          | Bolivia 3 - 0                            | Ecuador 0 - 3                            | No clasificó                             | No clasificó                  | No clasificó      |
| Andree Blas Rodrigo García                               | Dobles     | ——————                                                          | Guatemala 3 - 1                          | Chile 3 - 1                              | Paraguay 2 - 4                           | No clasificó                  | Medalla de bronce |
| Andree Blas Felipe Duffoo Rodrigo García Diego Rodríguez | Equipos    | Panamá 3 - 1 Ecuador 3 - 2 Bolivia 3 - 0                        | Panamá 3 - 1 Ecuador 3 - 2 Bolivia 3 - 0 | Panamá 3 - 1 Ecuador 3 - 2 Bolivia 3 - 0 | Panamá 3 - 1 Ecuador 3 - 2 Bolivia 3 - 0 | Colombia 3 - 2 Paraguay 1 - 3 | Medalla de bronce |

Mixto
| Atleta                        | Evento | Dieciseisavos de final | Octavos de final | Cuartos de final | Semifinal       | Final           | Posición Final   |
| Atleta                        | Evento | Rival Resultado        | Rival Resultado  | Rival Resultado  | Rival Resultado | Rival Resultado | Posición Final   |
| ----------------------------- | ------ | ---------------------- | ---------------- | ---------------- | --------------- | --------------- | ---------------- |
| Andree Blas Ángela Mori       | Dobles | Bolivia 3 - 0          | Paraguay 3 - 0   | Chile 3 - 2      | Chile 4 - 2     | Ecuador 1 - 4   | Medalla de plata |
| Diego Rodríguez Gabriela Soto | Dobles | Chile 0 - 3            | No clasificó     | No clasificó     | No clasificó    | No clasificó    | No clasificó     |
| Rodrigo García Kelly Santur   | Dobles | Colombia 2 - 3         | No clasificó     | No clasificó     | No clasificó    | No clasificó    | No clasificó     |
| Felipe Duffoo Paola Mori      | Dobles | Paraguay 3 - 1         | No clasificó     | No clasificó     | No clasificó    | No clasificó    | No clasificó     |

### Tiro
Femenino
| Atleta                                          | Evento                       | Clasificación | Clasificación | Final        | Final        | Posición Final    |
| Atleta                                          | Evento                       | Puntos        | Posición      | Puntos       | Posición     | Posición Final    |
| ----------------------------------------------- | ---------------------------- | ------------- | ------------- | ------------ | ------------ | ----------------- |
| Leslie Alarcón                                  | 10 metros Pistola individual | 351           | 16            | No clasificó | No clasificó | 16                |
| Annia Becerra                                   | 10 metros Pistola individual | 367           | 8             | No clasificó | No clasificó | 8                 |
| Miriam Quintanilla                              | 10 metros Pistola individual | 362           | 13            | No clasificó | No clasificó | 13                |
| Leslie Alarcón Annia Becerra Miriam Quintanilla | 10 metros Pistola equipos    | ——————        | ——————        | 1080         | 4            | 4                 |
| Leslie Alarcón                                  | 25 metros Pistola individual | 541           | 11            | No clasificó | No clasificó | 11                |
| Ivón Bucott                                     | 25 metros Pistola individual | 540           | 12            | No clasificó | No clasificó | 12                |
| Liz Carrión                                     | 25 metros Pistola individual | 544           | 10            | No clasificó | No clasificó | 10                |
| Leslie Alarcón Liz Carrión Miriam Quintanilla   | 25 metros Pistola equipos    | ——————        | ——————        | 1613         | 3            | Medalla de bronce |
| Lucía Cruz                                      | 10 metros Rifle individual   | 404.9         | 6             | 117.6        | 8            | 8                 |
| Andrea Indacochea                               | 10 metros Rifle individual   | 383           | 20            | No clasificó | No clasificó | 20                |
| Sara Vizcarra                                   | 10 metros Rifle individual   | 408.2         | 2             | 139.1        | 7            | 7                 |
| Lucía Cruz Andrea Indacochea Sara Vizcarra      | 10 metros Rifle equipos      | ——————        | ——————        | 1196.1       | 4            | 4                 |
| Alexia Arenas                                   | 50 metros Rifle individual   | 554           | 14            | No clasificó | No clasificó | 14                |
| Andrea Indacochea                               | 50 metros Rifle individual   | 556           | 11            | No clasificó | No clasificó | 11                |
| Sara Vizcarra                                   | 50 metros Rifle individual   | 563           | 6             | 439.8        | 2            | Medalla de plata  |
| Alexia Arenas Andrea Indacochea Sara Vizcarra   | 50 metros Rifle equipos      | ——————        | ——————        | 1673         | 3            | Medalla de bronce |
| Daniella Borda                                  | Fosa individual              | 14            | 5             | 10           | 5            | 11                |
| Daniella Taborda                                | Fosa individual              | ——————        | ——————        | ——————       | ——————       | 6                 |
| Daniella Borda                                  | Skeet individual             | ——————        | ——————        | 70           | 2            | Medalla de plata  |
| Daniella Taborda                                | Skeet individual             | ——————        | ——————        | 0            | 4            | 4                 |

Masculino
| Atleta                                              | Evento                             | Clasificación | Clasificación | Final        | Final        | Posición Final    |
| Atleta                                              | Evento                             | Puntos        | Posición      | Puntos       | Posición     | Posición Final    |
| --------------------------------------------------- | ---------------------------------- | ------------- | ------------- | ------------ | ------------ | ----------------- |
| Marko Carrillo                                      | 10 metros Pistola individual       | 568           | 1             | 170.5        | 5            | 5                 |
| Rodolfo León                                        | 10 metros Pistola individual       | 546           | 19            | No clasificó | No clasificó | 19                |
| José Ullilen                                        | 10 metros Pistola individual       | 550           | 14            | No clasificó | No clasificó | 14                |
| Marko Carrillo Rodolfo León José Ullilen            | 10 metros Pistola equipos          | ——————        | ——————        | 1664         | 3            | Medalla de bronce |
| Marko Carrillo                                      | 25 metros tiro rápido individual   | 562           | 3             | 20           | 2            | Medalla de plata  |
| Rodolfo León                                        | 25 metros tiro rápido individual   | 502           | 11            | No clasificó | No clasificó | 11                |
| José Ullilen                                        | 25 metros tiro rápido individual   | 467           | 13            | No clasificó | No clasificó | 13                |
| Marko Carrillo Rodolfo León José Ullilen            | 25 metros tiro rápido equipos      | ——————        | ——————        | 1531         | 3            | Medalla de bronce |
| Marko Carrillo                                      | 50 metros Pistola individual       | 528           | 4             | 220.9        | 1            | Medalla de oro    |
| José Ullilen                                        | 50 metros Pistola individual       | 528           | 4             | 131.4        | 6            | 6                 |
| Marko Carrillo Rodolfo León José Ullilen            | 50 metros Pistola equipos          | ——————        | ——————        | 1519         | 3            | Medalla de bronce |
| Miguel Mejía                                        | 10 metros Rifle individual         | 591.3         | 18            | No clasificó | No clasificó | 18                |
| Daniel Vizcarra                                     | 10 metros Rifle individual         | 606.1         | 4             | 217          | 3            | Medalla de bronce |
| César Yui                                           | 10 metros Rifle individual         | 601.8         | 10            | No clasificó | No clasificó | 10                |
| Miguel Mejía César Yui Daniel Vizcarra              | 10 metros Rifle equipos            | ——————        | ——————        | 1799.2       | 5            | 5                 |
| Guido Farfán                                        | 50 metros Rifle individual         | 1106          | 15            | No clasificó | No clasificó | 15                |
| Miguel Mejía                                        | 50 metros Rifle individual         | 1107          | 13            | No clasificó | No clasificó | 13                |
| Daniel Vizcarra                                     | 50 metros Rifle individual         | 1144          | 2             | 438.2        | 1            | Medalla de oro    |
| Guido Farfán Miguel Mejía Daniel Vizcarra           | 50 metros Rifle equipos            | ——————        | ——————        | 3357         | 2            | Medalla de plata  |
| Guido Farfán                                        | 50 metros Rifle tendido individual | 610.9         | 2             | 201.1        | 4            | 4                 |
| Miguel Mejía                                        | 50 metros Rifle tendido individual | 604.2         | 11            | No clasificó | No clasificó | 11                |
| Daniel Vizcarra                                     | 50 metros Rifle tendido individual | 615.1         | 1             | 180.7        | 5            | 5                 |
| Guido Farfán Miguel Mejía Daniel Vizcarra           | 50 metros Rifle tendido equipos    | ——————        | ——————        | 1830.2       | 1            | Medalla de oro    |
| Asier Cillóniz                                      | Fosa individual                    | 118           | 4             |              |              | Medalla de plata  |
| Alessandro de Souza                                 | Fosa individual                    | 121           | 1             |              |              |                   |
| Alberto Di Laura                                    | Fosa individual                    | 105           | 13            |              |              |                   |
| Asier Cillóniz Alessandro de Souza Alberto Di Laura | Fosa equipos                       | ——————        | ——————        | 344          | 2            | Medalla de plata  |
| Asier Cillóniz                                      | Fosa doble individual              | 125           | 6             | 45           | 4            | 4                 |
| Alessandro de Souza                                 | Fosa doble individual              | 130           | 3             | 54           | 3            | Medalla de bronce |
| Nicolás Pacheco                                     | Fosa doble individual              | 130           | 4             | 70           | 1            | Medalla de oro    |
| Asier Cillóniz Alessandro de Souza Nicolás Pacheco  | Fosa doble equipos                 | ——————        | ——————        | 382          | 1            | Medalla de oro    |
| Nicolás Giha                                        | Skeet individual                   | 72            | 7             | 53           | 2            | Medalla de plata  |
| Nicolás Pacheco                                     | Skeet individual                   | 72            | 6             | 44           | 3            | Medalla de bronce |
| Khalid Qahhat                                       | Skeet individual                   | 70            | 9             | No clasificó | No clasificó | 9                 |
| Nicolás Giha Nicolás Pacheco Khalid Qahhat          | Skeet equipos                      | ——————        | ——————        | 359          | 2            | Medalla de plata  |

### Tiro con arco
Femenino
| Atleta           | Evento              | Series | Series | Series | Posición Final |
| Atleta           | Evento              | X      | 10+X   | Total  | Posición Final |
| ---------------- | ------------------- | ------ | ------ | ------ | -------------- |
| Violeta Escobedo | 50 metros compuesto | 3      | 11     | 591    | 18             |
| Aleska Burga     | 70 metros recurvo   | 2      | 8      | 529    | 13             |
| Mariana Illesca  | 70 metros recurvo   | 2      | 8      | 582    | 9              |

| Atleta           | Evento                   | Dieciseisavos de final | Octavos de final          | Cuartos de final | Semifinal       | Final           |
| Atleta           | Evento                   | Rival Resultado        | Rival Resultado           | Rival Resultado  | Rival Resultado | Rival Resultado |
| ---------------- | ------------------------ | ---------------------- | ------------------------- | ---------------- | --------------- | --------------- |
| Violeta Escobedo | Ronda olímpica compuesto | Sofía Leal 114 - 141   | No clasificó              | No clasificó     | No clasificó    | No clasificó    |
| Aleska Burga     | Ronda olímpica recurvo   | Isamar Natera 6 - 4    | Mayra Méndez 1 - 7        | No clasificó     | No clasificó    | No clasificó    |
| Mariana Illesca  | Ronda olímpica recurvo   | ——————                 | Valentina Contreras 4 - 6 | No clasificó     | No clasificó    | No clasificó    |

Masculino
| Atleta            | Evento              | Series | Series | Series | Posición Final |
| Atleta            | Evento              | X      | 10+X   | Total  | Posición Final |
| ----------------- | ------------------- | ------ | ------ | ------ | -------------- |
| Álvaro Bustamante | 50 metros compuesto | 8      | 15     | 628    | 19             |
| Willian O'brien   | 70 metros recurvo   | 5      | 19     | 611    | 14             |

| Atleta            | Evento                   | Dieciseisavos de final  | Octavos de final | Cuartos de final | Semifinal       | Final           |
| Atleta            | Evento                   | Rival Resultado         | Rival Resultado  | Rival Resultado  | Rival Resultado | Rival Resultado |
| ----------------- | ------------------------ | ----------------------- | ---------------- | ---------------- | --------------- | --------------- |
| Álvaro Bustamante | Ronda olímpica compuesto | Félix Alfonso 129 - 135 | No clasificó     | No clasificó     | No clasificó    | No clasificó    |
| Willian O'brien   | Ronda olímpica recurvo   | Kevin López 2 - 6       | No clasificó     | No clasificó     | No clasificó    | No clasificó    |

Mixto
| Equipo | Evento                   | Cuartos de final    | Semifinal       | Final           |
| Equipo | Evento                   | Rival Resultado     | Rival Resultado | Rival Resultado |
| ------ | ------------------------ | ------------------- | --------------- | --------------- |
| Perú   | Ronda olímpica compuesto | Venezuela 122 - 151 | No clasificó    | No clasificó    |

### Triatlón
Femenino
| Atleta                                                       | Evento  | Natación (0.75 km) | T 1      | Ciclismo (20 km) | T 2      | Carrera (5 km) | Tiempo total | Posición |
| ------------------------------------------------------------ | ------- | ------------------ | -------- | ---------------- | -------- | -------------- | ------------ | -------- |
| Ada Bravo                                                    | Sprint  | 12:39.00           | 35.00    | 37:27.00         | 49.00    | 22:47.00       | 1h 14:17.00  | 10       |
| Blanca Kometter                                              | Sprint  | 13:36.00           | 52.00    | 39:21.00         | 01:00.00 | 24:32.00       | 1h 19:21.00  | 16       |
| Vivienne Paulett                                             | Sprint  | 15:06.00           | 55.00    | 47:39.00         | 53.00    | 28:30.00       | 1h 33:03.00  | 19       |
| Angella Rodríguez                                            | Sprint  | 13:01.00           | 42.00    | 40:05.00         | 49.00    | 25:24.00       | 1h 20:01.00  | 17       |
| Ada Bravo Blanca Kometter Vivienne Paulett Angella Rodríguez | Equipos | 54:22.00           | 03:04.00 | 2h 44:32.00      | 03:31.00 | 1h 41:13.00    | 5h 26:42.00  | 6        |

Masculino
| Atleta                                                 | Evento  | Natación (0.75 km) | T 1      | Ciclismo (20 km) | T 2      | Carrera (5 km) | Tiempo total | Posición |
| ------------------------------------------------------ | ------- | ------------------ | -------- | ---------------- | -------- | -------------- | ------------ | -------- |
| Oswaldo Chumpitaz                                      | Sprint  | 10:13.00           | 32.00    | 34:48.00         | 43.00    | 19:36.00       | 1h 05:52.00  | 19       |
| José Gómez                                             | Sprint  | 09:30.00           | 32.00    | 32:53.00         | 45.00    | 19:46.00       | 1h 03:26.00  | 13       |
| Dereck Mori                                            | Sprint  | 09:32.00           | 32.00    | 35:28.00         | 43.00    | 20:39.00       | 1h 06:54.00  | 22       |
| Ricardo Núñez                                          | Sprint  | 10:11.00           | 32.00    | 34:48.00         | 43.00    | 19:12.00       | 1h 05:26.00  | 18       |
| Oswaldo Chumpitaz José Gómez Dereck Mori Ricardo Núñez | Equipos | 19:41.00           | 01:04.00 | 1h 07:41.00      | 01:28.00 | 38:58.00       | 2h 08:52.00  | 6        |

Mixto
| Atleta | Evento  | Natación (0.75 km) | T 1      | Ciclismo (20 km) | T 2      | Carrera (5 km) | Tiempo total | Posición |
| --- | ------- | ------------------ | -------- | ---------------- | -------- | -------------- | ------------ | -------- |
| Ada Bravo Oswaldo Chumpitaz José Gómez Blanca Kometter Dereck Mori Ricardo Núñez Vivienne Paulett Angella Rodríguez | Relevos | 23:59.00           | 02:23.00 | 46:26.00         | 02:45.00 | 22:49.00       | 1h 38:22.00  | 6        |

### Vela
Femenino
| Atleta          | Evento       | Carrera | Carrera | Carrera | Carrera | Carrera | Carrera | Carrera | Carrera | Carrera | Puntos | Posición          |
| Atleta          | Evento       | 1       | 2       | 3       | 4       | 5       | 6       | 7       | 8       | 9       | Puntos | Posición          |
| --------------- | ------------ | ------- | ------- | ------- | ------- | ------- | ------- | ------- | ------- | ------- | ------ | ----------------- |
| Paloma Schmidt  | Laser radial | 1       | 2       | 2       | 3       | 2       | 2       | 1       | 1       | —       | 14     | Medalla de plata  |
| Diana Tudela    | Laser radial | 3       | 7       | 7       | 7       | 8       | 7       | 7       | 8       | —       | 54     | 7                 |
| María Van Oordt | Laser radial | 6       | 9       | 4       | 5       | 7       | 6       | 5       | 5       | —       | 47     | 6                 |
| Francesca Balta | Sunfish      | 1       | 5       | 4       | 3       | 4       | 2       |         |         |         | 23     | Medalla de bronce |
| Adriana Barrón  | Sunfish      | 2       | 2       | 1       | 6       | 2       | 3       |         |         |         | 15     | Medalla de oro    |
| Miranda Paz     | Sunfish      | 7       | 7       | 2       | 6       | 8       | 8       |         |         |         | 42     | 8                 |

Masculino
| Atleta                  | Evento           | Carrera | Carrera | Carrera | Carrera | Carrera | Carrera | Carrera | Carrera | Carrera | Puntos | Posición          |
| Atleta                  | Evento           | 1       | 2       | 3       | 4       | 5       | 6       | 7       | 8       | 9       | Puntos | Posición          |
| ----------------------- | ---------------- | ------- | ------- | ------- | ------- | ------- | ------- | ------- | ------- | ------- | ------ | ----------------- |
| Stefano Peschiera       | Laser standard   | 2       | 3       | 4       | 2       | 1       | 2       |         |         |         | 14     | Medalla de oro    |
| Renzo Sanguineti        | Laser standard   | 8       | 4       | 8       | 4       | 1       | 7       |         |         |         | 36     | 8                 |
| Sergio Silva            | Laser standard   | 9       | 6       | 1       | 8       | 7       | 9       |         |         |         | 46     | 9                 |
| Alonso Collantes        | Sunfish          | 1       | 10      | 2       | -       | 1       | 7       | 6       | 4       | —       | 28     | Medalla de bronce |
| Jean Paul De Trazegnies | Sunfish          | -       | 5       | 5       | 3       | 2       | 3       | 3       | 1       | —       | 19     | Medalla de plata  |
| Angello Giuria          | Sunfish          | 3       | 6       | 7       | 5       | 6       | 8       | 1       | 11      | —       | 44     | 6                 |
| José Dávila             | Tabla a vela RSX | 1       | 3       | 6       | 5       | 6       | 5       | 6       | 6       | —       | 38     | 5                 |
| Raúl Villa              | Tabla a vela RSX | 6       | 1       | -       | 5       | 5       | 6       | 6       | 6       | —       | 40     | 6                 |

Mixto
| Atleta                            | Evento        | Carrera | Carrera | Carrera | Carrera | Carrera | Carrera | Carrera | Carrera | Puntos | Posición |
| Atleta                            | Evento        | 1       | 2       | 3       | 4       | 5       | 6       | 7       | 8       | Puntos | Posición |
| --------------------------------- | ------------- | ------- | ------- | ------- | ------- | ------- | ------- | ------- | ------- | ------ | -------- |
| Diego Figueroa Benjamín Vidal     | Snipe abierto | 3       | 3       | 1       | ————    | ————    | ————    |         |         | 23     | 4        |
| Franco D'Angelo Cristine D'Angelo | Snipe abierto | 4       | 4       | 4       | ————    | ————    | ————    |         |         | 23     | 5        |

### Voleibol
Femenino
| Equipo | Evento          | Ronda de grupos                                    | Ronda de grupos  |
| Equipo | Evento          | Rival Resultado                                    | Posición         |
| --- | --------------- | -------------------------------------------------- | ---------------- |
| Shiamara Almeida Diana De La Peña Maguilaura Frías Maricarmen Guerrero Ángela Leyva Leslie Leyva Alexandra Machado Diana Magallanes Kiara Montes Katherine Regalado Valeria Takeda Andrea Urrutia | Torneo femenino | Bolivia 25-12 / 25-11 / 25-11                      | Medalla de plata |
| Shiamara Almeida Diana De La Peña Maguilaura Frías Maricarmen Guerrero Ángela Leyva Leslie Leyva Alexandra Machado Diana Magallanes Kiara Montes Katherine Regalado Valeria Takeda Andrea Urrutia | Torneo femenino | República Dominicana 14-25 / 27-25 / 17-25 / 16-25 | Medalla de plata |
| Shiamara Almeida Diana De La Peña Maguilaura Frías Maricarmen Guerrero Ángela Leyva Leslie Leyva Alexandra Machado Diana Magallanes Kiara Montes Katherine Regalado Valeria Takeda Andrea Urrutia | Torneo femenino | Colombia 25-21 / 25-16 / 25-21                     | Medalla de plata |
| Shiamara Almeida Diana De La Peña Maguilaura Frías Maricarmen Guerrero Ángela Leyva Leslie Leyva Alexandra Machado Diana Magallanes Kiara Montes Katherine Regalado Valeria Takeda Andrea Urrutia | Torneo femenino | Venezuela 27-25 / 25-15 / 25-18                    | Medalla de plata |

Masculino
| Equipo | Evento           | Ronda de grupos                           | Ronda de grupos |
| Equipo | Evento           | Rival Resultado                           | Posición        |
| --- | ---------------- | ----------------------------------------- | --------------- |
| Daniel Barbieri Rodrigo Bocanegra Juan Bustos Anthony Gozzing Jonathan Nakamatsu Gonzalo Palacio Benjamin Patrón Daniel Porras Frank Rodríguez Edson Timoran Daniel Urueña Paul Williams | Torneo masculino | Venezuela 27-29 / 19-25 / 25-23 / 13-25   | 5               |
| Daniel Barbieri Rodrigo Bocanegra Juan Bustos Anthony Gozzing Jonathan Nakamatsu Gonzalo Palacio Benjamin Patrón Daniel Porras Frank Rodríguez Edson Timoran Daniel Urueña Paul Williams | Torneo masculino | República Dominicana 17-25 / 9-25 / 20-25 | 5               |
| Daniel Barbieri Rodrigo Bocanegra Juan Bustos Anthony Gozzing Jonathan Nakamatsu Gonzalo Palacio Benjamin Patrón Daniel Porras Frank Rodríguez Edson Timoran Daniel Urueña Paul Williams | Torneo masculino | Chile 25-20 / 25-23 / 22-25 / 25-20       | 5               |

### Voleibol de playa
Femenino
| Equipo                       | Evento          | Eliminatorias   | Eliminatorias | Cuartos de final | Semifinal       | Final           |
| Equipo                       | Evento          | Rival Resultado | Posición      | Rival Resultado  | Rival Resultado | Rival Resultado |
| ---------------------------- | --------------- | --------------- | ------------- | ---------------- | --------------- | --------------- |
| Lisbeth Allcca Claudia Gaona | Torneo femenino | Perú 2 - 0      | 2             | Paraguay 0 - 2   | No clasificó    | No clasificó    |
| Lisbeth Allcca Claudia Gaona | Torneo femenino | 0 - 2           | 2             | Paraguay 0 - 2   | No clasificó    | No clasificó    |
| Andrea Morales Gianella Paz  | Torneo femenino | Perú 0 - 2      | 3             | No clasificó     | No clasificó    | No clasificó    |
| Andrea Morales Gianella Paz  | Torneo femenino | 0 - 2           | 3             | No clasificó     | No clasificó    | No clasificó    |

Masculino
| Equipo                      | Evento           | Eliminatorias              | Eliminatorias | Cuartos de final | Semifinal       | Final           |
| Equipo                      | Evento           | Rival Resultado            | Posición      | Rival Resultado  | Rival Resultado | Rival Resultado |
| --------------------------- | ---------------- | -------------------------- | ------------- | ---------------- | --------------- | --------------- |
| Luis Rojas Jorge Sayán      | Torneo masculino | Perú 2 - 0                 | 3             | No clasificó     | No clasificó    | No clasificó    |
| Luis Rojas Jorge Sayán      | Torneo masculino | República Dominicana 0 - 2 | 3             | No clasificó     | No clasificó    | No clasificó    |
| Luis Rojas Jorge Sayán      | Torneo masculino | Paraguay 0 - 2             | 3             | No clasificó     | No clasificó    | No clasificó    |
| Camilo Tacuri Manuel Tacuri | Torneo masculino | Perú 0 - 2                 | 4             | No clasificó     | No clasificó    | No clasificó    |
| Camilo Tacuri Manuel Tacuri | Torneo masculino | Paraguay 0 - 2             | 4             | No clasificó     | No clasificó    | No clasificó    |
| Camilo Tacuri Manuel Tacuri | Torneo masculino | República Dominicana 0 - 2 | 4             | No clasificó     | No clasificó    | No clasificó    |

### Waterpolo
Masculino
| Equipo | Evento           | Fase final       | Fase final | Semifinal         | Final           | Posición final    |
| Equipo | Evento           | Rival Resultado  | Posición   | Rival Resultado   | Rival Resultado | Posición final    |
| --- | ---------------- | ---------------- | ---------- | ----------------- | --------------- | ----------------- |
| Víctor Aguilera Sebastián Bravo Sebastián Dancourt Eduardo Grandez Sebastián Morales Rodrigo Pacheco Sebastián Pastor Nick Pizarro Germán Rodríguez Rodrigo Rojas Diego Villar Nicolás Villar Adriano Zunino | Torneo masculino | Colombia 5 - 22  | 3          | Venezuela 12 - 13 | No clasificó    | Medalla de bronce |
| Víctor Aguilera Sebastián Bravo Sebastián Dancourt Eduardo Grandez Sebastián Morales Rodrigo Pacheco Sebastián Pastor Nick Pizarro Germán Rodríguez Rodrigo Rojas Diego Villar Nicolás Villar Adriano Zunino | Torneo masculino | Venezuela 6 - 12 | 3          | Venezuela 12 - 13 | No clasificó    | Medalla de bronce |
| Víctor Aguilera Sebastián Bravo Sebastián Dancourt Eduardo Grandez Sebastián Morales Rodrigo Pacheco Sebastián Pastor Nick Pizarro Germán Rodríguez Rodrigo Rojas Diego Villar Nicolás Villar Adriano Zunino | Torneo masculino | Colombia 4 - 14  | 3          | Venezuela 12 - 13 | No clasificó    | Medalla de bronce |
| Víctor Aguilera Sebastián Bravo Sebastián Dancourt Eduardo Grandez Sebastián Morales Rodrigo Pacheco Sebastián Pastor Nick Pizarro Germán Rodríguez Rodrigo Rojas Diego Villar Nicolás Villar Adriano Zunino | Torneo masculino | Venezuela 6 - 14 | 3          | Venezuela 12 - 13 | No clasificó    | Medalla de bronce |